# Liste des monuments historiques protégés en 2002
Cet article recense les monuments historiques français classés ou inscrits en 2002.

## Protections
| Édifice                                                         | Commune                      | Département             | Région                     | Protection           | Base Mérimée                         | Coordonnées                         | Image |
| --------------------------------------------------------------- | ---------------------------- | ----------------------- | -------------------------- | -------------------- | ------------------------------------ | ----------------------------------- | ----- |
| Église Saint-Oyen                                               | Meillonnas                   | Ain                     | Auvergne-Rhône-Alpes       | classé               | « PA01000008 », notice no PA01000008 | 46° 14′ 43″ nord, 5° 21′ 08″ est    |       |
| Château de Blérancourt                                          | Blérancourt                  | Aisne                   | Hauts-de-France            | inscrit              | « PA00115535 », notice no PA00115535 | 49° 31′ 05″ nord, 3° 09′ 17″ est    |       |
| Prieuré de Saint-Lambert                                        | Fourdrain                    | Aisne                   | Hauts-de-France            | inscrit              | « PA00115685 », notice no PA00115685 | 49° 37′ 38″ nord, 3° 27′ 20″ est    |       |
| Hôtel Warnet                                                    | Guise                        | Aisne                   | Hauts-de-France            | inscrit              | « PA02000039 », notice no PA02000039 | 49° 54′ 02″ nord, 3° 37′ 37″ est    |       |
| Ferme de Montgarny                                              | Margival                     | Aisne                   | Hauts-de-France            | inscrit              | « PA02000038 », notice no PA02000038 | 49° 26′ 23″ nord, 3° 23′ 31″ est    |       |
| Château de Paars                                                | Paars                        | Aisne                   | Hauts-de-France            | inscrit              | « PA00115859 », notice no PA00115859 | 49° 19′ 41″ nord, 3° 35′ 52″ est    |       |
| Château de Pont-Saint-Mard                                      | Pont-Saint-Mard              | Aisne                   | Hauts-de-France            | inscrit              | « PA02000040 », notice no PA02000040 | 49° 29′ 59″ nord, 3° 17′ 03″ est    |       |
| Château de Bellenaves                                           | Bellenaves                   | Allier                  | Auvergne-Rhône-Alpes       | inscrit              | « PA00092988 », notice no PA00092988 | 46° 11′ 59″ nord, 3° 04′ 37″ est    |       |
| Château des Girodeaux                                           | Chemilly                     | Allier                  | Auvergne-Rhône-Alpes       | inscrit              | « PA03000015 », notice no PA03000015 | 46° 30′ 29″ nord, 3° 19′ 30″ est    |       |
| Château des Guichardots                                         | Saint-Gérand-de-Vaux         | Allier                  | Auvergne-Rhône-Alpes       | inscrit              | « PA03000016 », notice no PA03000016 | 46° 23′ 29″ nord, 3° 22′ 10″ est    |       |
| Temple protestant                                               | Vichy                        | Allier                  | Auvergne-Rhône-Alpes       | inscrit              | « PA03000017 », notice no PA03000017 | 46° 07′ 38″ nord, 3° 25′ 15″ est    |       |
| Château de la Salle                                             | Vieure                       | Allier                  | Auvergne-Rhône-Alpes       | inscrit              | « PA00093366 », notice no PA00093366 | 46° 30′ 26″ nord, 2° 52′ 36″ est    |       |
| Villa Bleue                                                     | Barcelonnette                | Alpes-de-Haute-Provence | Provence-Alpes-Côte d'Azur | inscrit              | « PA00080354 », notice no PA00080354 | 44° 23′ 12″ nord, 6° 39′ 24″ est    |       |
| Gare du Sud                                                     | Nice                         | Alpes-Maritimes         | Provence-Alpes-Côte d'Azur | inscrit              | « PA06000023 », notice no PA06000023 | 43° 42′ 34″ nord, 7° 15′ 42″ est    |       |
| Château de Marcq                                                | Marcq                        | Ardennes                | Grand Est                  | inscrit              | « PA08000008 », notice no PA08000008 | 49° 19′ 11″ nord, 4° 55′ 36″ est    |       |
| Église Saint-Gilles                                             | Montreuil-sur-Barse          | Aube                    | Grand Est                  | classé               | « PA00078161 », notice no PA00078161 | 48° 13′ 35″ nord, 4° 17′ 43″ est    |       |
| Théâtre municipal                                               | Carcassonne                  | Aude                    | Occitanie                  | inscrit              | « PA11000022 », notice no PA11000022 | 43° 12′ 41″ nord, 2° 21′ 09″ est    |       |
| Abbaye Saint-Pierre-Saint-Paul de Caunes-Minervois              | Caunes-Minervois             | Aude                    | Occitanie                  | inscrit              | « PA00102638 », notice no PA00102638 | 43° 19′ 34″ nord, 2° 31′ 38″ est    |       |
| Palais des Sports, des Arts et du Travail                       | Narbonne                     | Aude                    | Occitanie                  | inscrit              | « PA11000023 », notice no PA11000023 | 43° 11′ 12″ nord, 3° 00′ 06″ est    |       |
| École Jules-Ferry du Gua                                        | Aubin                        | Aveyron                 | Occitanie                  | inscrit              | « PA12000024 », notice no PA12000024 | 44° 31′ 42″ nord, 2° 15′ 45″ est    |       |
| Abbaye Sainte-Foy                                               | Conques                      | Aveyron                 | Occitanie                  | classé               | « PA00093999 », notice no PA00093999 | 44° 35′ 57″ nord, 2° 23′ 53″ est    |       |
| Grange monastique de Ruffepeyre                                 | Mayran                       | Aveyron                 | Occitanie                  | inscrit              | « PA12000025 », notice no PA12000025 | 44° 23′ 49″ nord, 2° 22′ 52″ est    |       |
| Château de Dachstein (ancien château des évêques de Strasbourg) | Dachstein                    | Bas-Rhin                | Grand Est                  | inscrit              | « PA67000053 », notice no PA67000053 | 48° 33′ 43″ nord, 7° 31′ 58″ est    |       |
| Château                                                         | Diedendorf                   | Bas-Rhin                | Grand Est                  | inscrit              | « PA00084691 », notice no PA00084691 | 48° 52′ 41″ nord, 7° 02′ 48″ est    |       |
| Église Sainte-Thérèse-de-l'Enfant-Jésus                         | Geispolsheim                 | Bas-Rhin                | Grand Est                  | inscrit              | « PA67000054 », notice no PA67000054 | 48° 31′ 02″ nord, 7° 40′ 55″ est    |       |
| Chapelle Notre-Dame du Grasweg                                  | Huttenheim                   | Bas-Rhin                | Grand Est                  | inscrit              | « PA67000055 », notice no PA67000055 | 48° 21′ 31″ nord, 7° 34′ 34″ est    |       |
| Couvent d'Augustines Notre-Dame                                 | Molsheim                     | Bas-Rhin                | Grand Est                  | inscrit              | « PA67000056 », notice no PA67000056 | 48° 32′ 26″ nord, 7° 29′ 40″ est    |       |
| Église Saint-Nicolas                                            | Neuve-Église                 | Bas-Rhin                | Grand Est                  | inscrit              | « PA67000057 », notice no PA67000057 | 48° 19′ 51″ nord, 7° 18′ 48″ est    |       |
| Cimetière juif de Koenigshoffen                                 | Strasbourg                   | Bas-Rhin                | Grand Est                  | inscrit              | « PA67000058 », notice no PA67000058 | 48° 34′ 39″ nord, 7° 42′ 59″ est    |       |
| Maison d'Alfred Marzolff                                        | Strasbourg                   | Bas-Rhin                | Grand Est                  | inscrit              | « PA67000060 », notice no PA67000060 | 48° 35′ 04″ nord, 7° 45′ 24″ est    |       |
| Lycée international des Pontonniers                             | Strasbourg                   | Bas-Rhin                | Grand Est                  | inscrit              | « PA67000059 », notice no PA67000059 | 48° 35′ 03″ nord, 7° 45′ 23″ est    |       |
| Château                                                         | Wœrth                        | Bas-Rhin                | Grand Est                  | inscrit              | « PA67000061 », notice no PA67000061 | 48° 56′ 20″ nord, 7° 44′ 50″ est    |       |
| Logis du Bras d'Or                                              | Aix-en-Provence              | Bouches-du-Rhône        | Provence-Alpes-Côte d'Azur | inscrit              | « PA13000041 », notice no PA13000041 | 43° 31′ 38″ nord, 5° 26′ 38″ est    |       |
| Marégraphe                                                      | Marseille                    | Bouches-du-Rhône        | Provence-Alpes-Côte d'Azur | classé               | « PA13000040 », notice no PA13000040 | 43° 16′ 43″ nord, 5° 21′ 13″ est    |       |
| Casernes Kilmaine                                               | Tarascon                     | Bouches-du-Rhône        | Provence-Alpes-Côte d'Azur | inscrit              | « PA13000043 », notice no PA13000043 | 43° 48′ 08″ nord, 4° 39′ 44″ est    |       |
| Monastère de la Visitation (chapelle)                           | Caen                         | Calvados                | Normandie                  | inscrit              | « PA14000027 », notice no PA14000027 | 49° 10′ 53″ nord, 0° 22′ 31″ ouest  |       |
| Hôtel de Blangy                                                 | Caen                         | Calvados                | Normandie                  | inscrit              | « PA14000028 », notice no PA14000028 | 49° 10′ 56″ nord, 0° 21′ 30″ ouest  |       |
| Église Saint-Jean-Baptiste                                      | Allanche                     | Cantal                  | Auvergne-Rhône-Alpes       | classé               | « PA00093429 », notice no PA00093429 | 45° 13′ 46″ nord, 2° 56′ 02″ est    |       |
| Château de Longevergne                                          | Anglards-de-Salers           | Cantal                  | Auvergne-Rhône-Alpes       | inscrit              | « PA15000015 », notice no PA15000015 | 45° 12′ 57″ nord, 2° 27′ 30″ est    |       |
| Château d'Auzers                                                | Auzers                       | Cantal                  | Auvergne-Rhône-Alpes       | inscrit              | « PA00093470 », notice no PA00093470 | 45° 15′ 52″ nord, 2° 27′ 42″ est    |       |
| Maison du prieuré de Vendes                                     | Bassignac                    | Cantal                  | Auvergne-Rhône-Alpes       | inscrit              | « PA15000013 », notice no PA15000013 | 45° 17′ 52″ nord, 2° 23′ 14″ est    |       |
| Église Notre-Dame-de-la-Purification                            | Cassaniouze                  | Cantal                  | Auvergne-Rhône-Alpes       | inscrit              | « PA15000014 », notice no PA15000014 | 44° 41′ 25″ nord, 2° 23′ 03″ est    |       |
| Demeure de Dilhac                                               | Montvert                     | Cantal                  | Auvergne-Rhône-Alpes       | inscrit              | « PA00093557 », notice no PA00093557 | 44° 59′ 07″ nord, 2° 08′ 57″ est    |       |
| Château de La Plaze                                             | Omps                         | Cantal                  | Auvergne-Rhône-Alpes       | inscrit              | « PA00093568 », notice no PA00093568 | 44° 52′ 38″ nord, 2° 16′ 35″ est    |       |
| Château de Leybros                                              | Saint-Bonnet-de-Salers       | Cantal                  | Auvergne-Rhône-Alpes       | inscrit              | « PA00093597 », notice no PA00093597 | 45° 08′ 45″ nord, 2° 27′ 26″ est    |       |
| Hôtel de Montchauvel                                            | Saint-Flour                  | Cantal                  | Auvergne-Rhône-Alpes       | inscrit              | « PA15000016 », notice no PA15000016 | 45° 02′ 04″ nord, 3° 05′ 34″ est    |       |
| Ferme d'Estremiac                                               | Val d'Arcomie                | Cantal                  | Auvergne-Rhône-Alpes       | inscrit              | « PA15000017 », notice no PA15000017 | 44° 53′ 27″ nord, 3° 13′ 38″ est    |       |
| Château de Mazerolles                                           | Salins                       | Cantal                  | Auvergne-Rhône-Alpes       | inscrit              | « PA15000018 », notice no PA15000018 | 45° 11′ 20″ nord, 2° 22′ 38″ est    |       |
| Château de Comblat                                              | Vic-sur-Cère                 | Cantal                  | Auvergne-Rhône-Alpes       | inscrit              | « PA00093725 », notice no PA00093725 | 44° 58′ 12″ nord, 2° 36′ 34″ est    |       |
| Château de Trancis                                              | Ydes                         | Cantal                  | Auvergne-Rhône-Alpes       | inscrit              | « PA15000019 », notice no PA15000019 | 45° 21′ 03″ nord, 2° 28′ 18″ est    |       |
| Logis de la Vergne                                              | Alloue                       | Charente                | Nouvelle-Aquitaine         | inscrit              | « PA16000021 », notice no PA16000021 | 46° 01′ 08″ nord, 0° 31′ 11″ est    |       |
| Moulin à vent de la Paille                                      | Bessac                       | Charente                | Nouvelle-Aquitaine         | inscrit              | « PA16000022 », notice no PA16000022 | 45° 26′ 18″ nord, 0° 00′ 48″ ouest  |       |
| Château de Chalais                                              | Chalais                      | Charente                | Nouvelle-Aquitaine         | inscrit              | « PA00104272 », notice no PA00104272 | 45° 16′ 24″ nord, 0° 02′ 16″ est    |       |
| Ateliers municipaux de Confolens                                | Confolens                    | Charente                | Nouvelle-Aquitaine         | inscrit              | « PA16000023 », notice no PA16000023 | 46° 01′ 26″ nord, 0° 40′ 12″ est    |       |
| Manoir d'Aizecq                                                 | Nanteuil-en-Vallée           | Charente                | Nouvelle-Aquitaine         | inscrit              | « PA16000024 », notice no PA16000024 | 45° 59′ 24″ nord, 0° 16′ 51″ est    |       |
| Château de Gorce                                                | Pleuville                    | Charente                | Nouvelle-Aquitaine         | inscrit              | « PA16000025 », notice no PA16000025 | 46° 04′ 07″ nord, 0° 29′ 47″ est    |       |
| Batterie Kora-Karola                                            | Ars-en-Ré                    | Charente-Maritime       | Nouvelle-Aquitaine         | inscrit              | « PA17000044 », notice no PA17000044 | 46° 13′ 06″ nord, 1° 32′ 01″ ouest  |       |
| Église Saint-Martin de Fontaines-d'Ozillac                      | Fontaines-d'Ozillac          | Charente-Maritime       | Nouvelle-Aquitaine         | classé               | « PA00104691 », notice no PA00104691 | 45° 23′ 10″ nord, 0° 22′ 48″ ouest  |       |
| Fort Lapointe                                                   | Fouras                       | Charente-Maritime       | Nouvelle-Aquitaine         | inscrit              | « PA17000041 », notice no PA17000041 | 45° 57′ 32″ nord, 1° 04′ 33″ ouest  |       |
| Batterie Wesel Flakberg                                         | Les Mathes                   | Charente-Maritime       | Nouvelle-Aquitaine         | inscrit              | « PA17000045 », notice no PA17000045 | 45° 42′ 06″ nord, 1° 13′ 06″ ouest  |       |
| Batterie Rest Adler Cosel                                       | Les Mathes                   | Charente-Maritime       | Nouvelle-Aquitaine         | inscrit              | « PA17000043 », notice no PA17000043 | 45° 41′ 56″ nord, 1° 12′ 37″ ouest  |       |
| Église Saint-Martin de Petit-Niort                              | Mirambeau                    | Charente-Maritime       | Nouvelle-Aquitaine         | classé               | « PA00104808 », notice no PA00104808 | 45° 21′ 44″ nord, 0° 34′ 07″ ouest  |       |
| Église Saint-Séverin de Nieul-le-Virouil                        | Nieul-le-Virouil             | Charente-Maritime       | Nouvelle-Aquitaine         | classé               | « PA00104829 », notice no PA00104829 | 45° 24′ 31″ nord, 0° 31′ 53″ ouest  |       |
| Groupe scolaire Pierre-Loti                                     | La Rochelle                  | Charente-Maritime       | Nouvelle-Aquitaine         | inscrit              | « PA17000050 », notice no PA17000050 | 46° 09′ 48″ nord, 1° 10′ 32″ ouest  |       |
| Église Saint-André-et-Sainte-Jeanne-d'Arc de Fétilly            | La Rochelle                  | Charente-Maritime       | Nouvelle-Aquitaine         | inscrit              | « PA17000047 », notice no PA17000047 | 46° 10′ 18″ nord, 1° 09′ 20″ ouest  |       |
| Slip way                                                        | La Rochelle                  | Charente-Maritime       | Nouvelle-Aquitaine         | classé               | « PA17000051 », notice no PA17000051 | 46° 09′ 00″ nord, 1° 09′ 07″ ouest  |       |
| Hôtel du Commerce                                               | La Rochelle                  | Charente-Maritime       | Nouvelle-Aquitaine         | inscrit              | « PA17000048 », notice no PA17000048 | 46° 09′ 47″ nord, 1° 09′ 12″ ouest  |       |
| Groupe scolaire Paul-Doumer                                     | La Rochelle                  | Charente-Maritime       | Nouvelle-Aquitaine         | inscrit              | « PA17000049 », notice no PA17000049 | 46° 09′ 49″ nord, 1° 08′ 25″ ouest  |       |
| Villa Hélianthe                                                 | Royan                        | Charente-Maritime       | Nouvelle-Aquitaine         | inscrit              | « PA17000046 », notice no PA17000046 | 45° 37′ 25″ nord, 1° 01′ 23″ ouest  |       |
| Marché central de Royan                                         | Royan                        | Charente-Maritime       | Nouvelle-Aquitaine         | classé               | « PA17000053 », notice no PA17000053 | 45° 37′ 40″ nord, 1° 01′ 53″ ouest  |       |
| Temple protestant de Royan                                      | Royan                        | Charente-Maritime       | Nouvelle-Aquitaine         | inscrit              | « PA17000052 », notice no PA17000052 | 45° 37′ 30″ nord, 1° 01′ 54″ ouest  |       |
| Villa Ombre Blanche                                             | Royan                        | Charente-Maritime       | Nouvelle-Aquitaine         | inscrit              | « PA17000054 », notice no PA17000054 | 45° 37′ 08″ nord, 1° 00′ 58″ ouest  |       |
| Château de Romefort                                             | Saint-Georges-des-Coteaux    | Charente-Maritime       | Nouvelle-Aquitaine         | classé               | « PA00135585 », notice no PA00135585 | 45° 46′ 37″ nord, 0° 40′ 55″ ouest  |       |
| Maison de la Vinatrie                                           | Saint-Martin-de-Ré           | Charente-Maritime       | Nouvelle-Aquitaine         | inscrit              | « PA17000055 », notice no PA17000055 | 46° 12′ 11″ nord, 1° 22′ 11″ ouest  |       |
| Église Saint-Thomas de Saint-Thomas-de-Conac                    | Saint-Thomas-de-Conac        | Charente-Maritime       | Nouvelle-Aquitaine         | inscrit              | « PA17000037 », notice no PA17000037 | 45° 23′ 19″ nord, 0° 41′ 12″ ouest  |       |
| Batterie Muschel                                                | La Tremblade                 | Charente-Maritime       | Nouvelle-Aquitaine         | inscrit              | « PA17000056 », notice no PA17000056 | 45° 43′ 21″ nord, 1° 12′ 56″ ouest  |       |
| Gare de Varzay                                                  | Varzay                       | Charente-Maritime       | Nouvelle-Aquitaine         | inscrit              | « PA17000057 », notice no PA17000057 | 45° 41′ 59″ nord, 0° 44′ 34″ ouest  |       |
| Château de Saint-Maur                                           | Argent-sur-Sauldre           | Cher                    | Centre-Val de Loire        | classé               | « PA18000014 », notice no PA18000014 | 47° 33′ 40″ nord, 2° 26′ 57″ est    |       |
| Château de Châteaufer                                           | Bruère-Allichamps            | Cher                    | Centre-Val de Loire        | inscrit              | « PA18000020 », notice no PA18000020 | 46° 47′ 43″ nord, 2° 25′ 24″ est    |       |
| Grosse Forge                                                    | Charenton-du-Cher            | Cher                    | Centre-Val de Loire        | inscrit              | « PA18000021 », notice no PA18000021 | 46° 43′ 28″ nord, 2° 39′ 16″ est    |       |
| Granges-étables de l'Hospital                                   | Argentat                     | Corrèze                 | Nouvelle-Aquitaine         | inscrit              | « PA19000015 », notice no PA19000015 | 45° 04′ 24″ nord, 1° 56′ 15″ est    |       |
| Maison Renaudie                                                 | Brive-la-Gaillarde           | Corrèze                 | Nouvelle-Aquitaine         | inscrit              | « PA19000014 », notice no PA19000014 | 45° 09′ 30″ nord, 1° 31′ 56″ est    |       |
| Église Saint-Martial de Lestards                                | Lestards                     | Corrèze                 | Nouvelle-Aquitaine         | classé               | « PA19000005 », notice no PA19000005 | 45° 30′ 54″ nord, 1° 52′ 27″ est    |       |
| Château de Mauriolles                                           | Lissac-sur-Couze             | Corrèze                 | Nouvelle-Aquitaine         | inscrit              | « PA19000016 », notice no PA19000016 | 45° 06′ 44″ nord, 1° 28′ 47″ est    |       |
| Collège Jules Ferry                                             | Beaune                       | Côte-d'Or               | Bourgogne-Franche-Comté    | inscrit              | « PA21000025 », notice no PA21000025 | 47° 01′ 24″ nord, 4° 50′ 35″ est    |       |
| Église Notre-Dame                                               | Dijon                        | Côte-d'Or               | Bourgogne-Franche-Comté    | inscrit              | « PA00112267 », notice no PA00112267 | 47° 19′ 22″ nord, 5° 02′ 30″ est    |       |
| Maison                                                          | Dijon                        | Côte-d'Or               | Bourgogne-Franche-Comté    | inscrit              | « PA21000028 », notice no PA21000028 | 47° 19′ 46″ nord, 5° 02′ 24″ est    |       |
| Maison Coste                                                    | Lacanche                     | Côte-d'Or               | Bourgogne-Franche-Comté    | inscrit              | « PA21000026 », notice no PA21000026 | 47° 04′ 37″ nord, 4° 33′ 41″ est    |       |
| Manoir de La Rocherousse                                        | Quessoy                      | Côtes-d'Armor           | Bretagne                   | inscrit              | « PA22000015 », notice no PA22000015 | 48° 25′ 47″ nord, 2° 39′ 23″ ouest  |       |
| Château de la Houssaye                                          | Quessoy                      | Côtes-d'Armor           | Bretagne                   | inscrit              | « PA00089548 », notice no PA00089548 | 48° 26′ 01″ nord, 2° 42′ 07″ ouest  |       |
| Château de la Fontaine-Saint-Père                               | Quessoy                      | Côtes-d'Armor           | Bretagne                   | inscrit              | « PA22000014 », notice no PA22000014 | 48° 25′ 13″ nord, 2° 39′ 15″ ouest  |       |
| Château de Gartempe                                             | Gartempe                     | Creuse                  | Nouvelle-Aquitaine         | inscrit              | « PA23000007 », notice no PA23000007 | 46° 08′ 52″ nord, 1° 44′ 09″ est    |       |
| Maison forte du Fressineau                                      | Nouhant                      | Creuse                  | Nouvelle-Aquitaine         | inscrit              | « PA23000008 », notice no PA23000008 | 46° 16′ 36″ nord, 2° 24′ 05″ est    |       |
| Hôtel de La Marcardière                                         | Niort                        | Deux-Sèvres             | Nouvelle-Aquitaine         | inscrit              | « PA79000022 », notice no PA79000022 | 46° 19′ 28″ nord, 0° 27′ 36″ ouest  |       |
| Caserne Duguesclin de Niort                                     | Niort                        | Deux-Sèvres             | Nouvelle-Aquitaine         | classé               | « PA00132782 », notice no PA00132782 | 46° 19′ 45″ nord, 0° 27′ 39″ ouest  |       |
| Château de Rouffiac                                             | Angoisse                     | Dordogne                | Nouvelle-Aquitaine         | inscrit              | « PA24000034 », notice no PA24000034 | 45° 25′ 24″ nord, 1° 10′ 02″ est    |       |
| Château de Bannes                                               | Beaumont-du-Périgord         | Dordogne                | Nouvelle-Aquitaine         | classé               | « PA00082340 », notice no PA00082340 | 44° 47′ 41″ nord, 0° 44′ 57″ est    |       |
| Église Notre-Dame                                               | Bergerac                     | Dordogne                | Nouvelle-Aquitaine         | classé               | « PA24000029 », notice no PA24000029 | 44° 51′ 15″ nord, 0° 29′ 01″ est    |       |
| Grotte de Cussac                                                | Le Buisson-de-Cadouin        | Dordogne                | Nouvelle-Aquitaine         | classé               | « PA24000033 », notice no PA24000033 | 44° 49′ 47″ nord, 0° 50′ 54″ est    |       |
| Château de la Pommerie                                          | Cendrieux                    | Dordogne                | Nouvelle-Aquitaine         | inscrit              | « PA24000035 », notice no PA24000035 | 44° 58′ 28″ nord, 0° 50′ 13″ est    |       |
| Domaine du château de Clauzuroux                                | Champagne-et-Fontaine        | Dordogne                | Nouvelle-Aquitaine         | inscrit              | « PA00082463 », notice no PA00082463 | 45° 24′ 35″ nord, 0° 21′ 21″ est    |       |
| Domaine du château de Tiregand                                  | Creysse                      | Dordogne                | Nouvelle-Aquitaine         | inscrit              | « PA24000040 », notice no PA24000040 | 44° 51′ 22″ nord, 0° 33′ 02″ est    |       |
| Église Sainte-Colombe                                           | Lalinde                      | Dordogne                | Nouvelle-Aquitaine         | classé               | « PA00082599 », notice no PA00082599 | 44° 52′ 26″ nord, 0° 44′ 13″ est    |       |
| Château de Saint-Cyprien                                        | Saint-Cyprien                | Dordogne                | Nouvelle-Aquitaine         | inscrit              | « PA00082824 », notice no PA00082824 | 44° 52′ 09″ nord, 1° 02′ 26″ est    |       |
| Ancien prieuré de Saint-Jean-de-Côle (ou ancienne abbaye)       | Saint-Jean-de-Côle           | Dordogne                | Nouvelle-Aquitaine         | inscrit              | « PA00082844 », notice no PA00082844 | 45° 25′ 19″ nord, 0° 50′ 17″ est    |       |
| Château de Longua                                               | Saint-Médard-de-Mussidan     | Dordogne                | Nouvelle-Aquitaine         | inscrit              | « PA00082874 », notice no PA00082874 | 45° 02′ 35″ nord, 0° 21′ 20″ est    |       |
| Mairie de Villefranche-de-Lonchat                               | Villefranche-de-Lonchat      | Dordogne                | Nouvelle-Aquitaine         | inscrit              | « PA24000036 », notice no PA24000036 | 44° 56′ 53″ nord, 0° 03′ 28″ est    |       |
| Église Saint-Étienne des Landes                                 | Villefranche-du-Périgord     | Dordogne                | Nouvelle-Aquitaine         | inscrit              | « PA24000037 », notice no PA24000037 | 44° 38′ 03″ nord, 1° 09′ 03″ est    |       |
| Chalet Meiner                                                   | Appenans                     | Doubs                   | Bourgogne-Franche-Comté    | inscrit              | « PA25000027 », notice no PA25000027 | 47° 26′ 43″ nord, 6° 34′ 20″ est    |       |
| Arènes                                                          | Besançon                     | Doubs                   | Bourgogne-Franche-Comté    | inscrit              | « PA00101454 », notice no PA00101454 | 47° 14′ 21″ nord, 6° 00′ 56″ est    |       |
| Maison Boiteux                                                  | Bief                         | Doubs                   | Bourgogne-Franche-Comté    | inscrit              | « PA25000028 », notice no PA25000028 | 47° 19′ 36″ nord, 6° 46′ 01″ est    |       |
| Château de la Juive                                             | Chalezeule                   | Doubs                   | Bourgogne-Franche-Comté    | inscrit              | « PA25000029 », notice no PA25000029 | 47° 14′ 56″ nord, 6° 03′ 47″ est    |       |
| Château de Châtillon-sur-Lison                                  | Châtillon-sur-Lison          | Doubs                   | Bourgogne-Franche-Comté    | inscrit              | « PA25000030 », notice no PA25000030 | 47° 03′ 49″ nord, 5° 59′ 04″ est    |       |
| Château de Franois                                              | Franois                      | Doubs                   | Bourgogne-Franche-Comté    | inscrit              | « PA25000031 », notice no PA25000031 | 47° 14′ 05″ nord, 5° 55′ 29″ est    |       |
| Presbytère de Remoray                                           | Remoray-Boujeons             | Doubs                   | Bourgogne-Franche-Comté    | classé               | « PA25000024 », notice no PA25000024 | 46° 46′ 06″ nord, 6° 14′ 23″ est    |       |
| Hôtel de ville du Russey                                        | Le Russey                    | Doubs                   | Bourgogne-Franche-Comté    | inscrit              | « PA25000032 », notice no PA25000032 | 47° 09′ 45″ nord, 6° 43′ 45″ est    |       |
| Anneau de collisions d'Orsay                                    | Bures-sur-Yvette             | Essonne                 | Île-de-France              | inscrit              | « PA91000007 », notice no PA91000007 | 48° 41′ 56″ nord, 2° 10′ 21″ est    |       |
| Réseau hydraulique de la source de Lormoy                       | Longpont-sur-Orge            | Essonne                 | Île-de-France              | inscrit              | « PA91000008 », notice no PA91000008 | 48° 38′ 44″ nord, 2° 17′ 13″ est    |       |
| Maison Ciceri                                                   | Saint-Chéron                 | Essonne                 | Île-de-France              | inscrit              | « PA00087997 », notice no PA00087997 | 48° 33′ 13″ nord, 2° 07′ 33″ est    |       |
| Becquet de l'Iton                                               | Bourth                       | Eure                    | Normandie                  | inscrit              | « PA27000049 », notice no PA27000049 | 48° 46′ 55″ nord, 0° 49′ 16″ est    |       |
| Abbaye Saint-Pierre-et-Saint-Paul de Châtillon-lès-Conches      | Conches-en-Ouche             | Eure                    | Normandie                  | inscrit              | « PA27000043 », notice no PA27000043 | 48° 58′ 00″ nord, 0° 56′ 38″ est    |       |
| Théâtre municipal d'Évreux                                      | Évreux                       | Eure                    | Normandie                  | inscrit              | « PA27000053 », notice no PA27000053 | 49° 01′ 35″ nord, 1° 09′ 06″ est    |       |
| Château du Landin                                               | Le Landin                    | Eure                    | Normandie                  | inscrit              | « PA27000044 », notice no PA27000044 | 49° 24′ 25″ nord, 0° 48′ 12″ est    |       |
| Château Saint-Hilaire (Louviers)                                | Louviers                     | Eure                    | Normandie                  | inscrit              | « PA27000050 », notice no PA27000050 | 49° 12′ 10″ nord, 1° 10′ 15″ est    |       |
| Château de la Héruppe                                           | Louye                        | Eure                    | Normandie                  | inscrit              | « PA27000051 », notice no PA27000051 | 48° 47′ 33″ nord, 1° 20′ 40″ est    |       |
| Le Vieux Château                                                | Le Neubourg                  | Eure                    | Normandie                  | inscrit              | « PA27000045 », notice no PA27000045 | 49° 08′ 54″ nord, 0° 53′ 59″ est    |       |
| Château de la Chapelle                                          | Neaufles-Auvergny            | Eure                    | Normandie                  | inscrit              | « PA27000047 », notice no PA27000047 | 48° 53′ 48″ nord, 0° 43′ 37″ est    |       |
| Château de la Madeleine                                         | Pressagny-l'Orgueilleux      | Eure                    | Normandie                  | inscrit              | « PA27000048 », notice no PA27000048 | 49° 07′ 23″ nord, 1° 27′ 19″ est    |       |
| Église Saint-Jean-Baptiste de Rechèvres                         | Chartres                     | Eure-et-Loir            | Centre-Val de Loire        | inscrit              | « PA28000010 », notice no PA28000010 | 48° 27′ 21″ nord, 1° 28′ 46″ est    |       |
| Château d'Escorpain                                             | Escorpain                    | Eure-et-Loir            | Centre-Val de Loire        | inscrit              | « PA28000011 », notice no PA28000011 | 48° 43′ 10″ nord, 1° 12′ 27″ est    |       |
| Église Saint-Lazare de Lèves                                    | Lèves                        | Eure-et-Loir            | Centre-Val de Loire        | inscrit              | « PA28000012 », notice no PA28000012 | 48° 28′ 11″ nord, 1° 28′ 55″ est    |       |
| Abbaye Notre-Dame-des-Anges de Landéda                          | Landéda                      | Finistère               | Bretagne                   | inscrit              | « PA29000046 », notice no PA29000046 | 48° 35′ 47″ nord, 4° 34′ 10″ ouest  |       |
| Château du Guilguiffin                                          | Landudec                     | Finistère               | Bretagne                   | inscrit              | « PA00090048 », notice no PA00090048 | 47° 59′ 38″ nord, 4° 18′ 17″ ouest  |       |
| Couvent des Ursulines                                           | Morlaix                      | Finistère               | Bretagne                   | inscrit              | « PA29000047 », notice no PA29000047 | 48° 34′ 38″ nord, 3° 49′ 15″ ouest  |       |
| Manoir de Mézarnou                                              | Plounéventer                 | Finistère               | Bretagne                   | classé               | « PA00090260 », notice no PA00090260 | 48° 30′ 40″ nord, 4° 13′ 09″ ouest  |       |
| Hôtel                                                           | Bagnols-sur-Cèze             | Gard                    | Occitanie                  | inscrit              | « PA30000039 », notice no PA30000039 | 44° 09′ 47″ nord, 4° 37′ 11″ est    |       |
| Église Notre-Dame-du-Suffrage-et-Saint-Dominique                | Nîmes                        | Gard                    | Occitanie                  | inscrit              | « PA30000043 », notice no PA30000043 | 43° 50′ 31″ nord, 4° 23′ 08″ est    |       |
| Maison                                                          | Nîmes                        | Gard                    | Occitanie                  | inscrit              | « PA30000044 », notice no PA30000044 | 43° 50′ 40″ nord, 4° 21′ 39″ est    |       |
| Lycée technologique régional Dhuoda                             | Nîmes                        | Gard                    | Occitanie                  | inscrit              | « PA30000041 », notice no PA30000041 | 43° 49′ 38″ nord, 4° 21′ 23″ est    |       |
| Château de Saze                                                 | Saze                         | Gard                    | Occitanie                  | inscrit              | « PA30000045 », notice no PA30000045 | 43° 56′ 29″ nord, 4° 40′ 53″ est    |       |
| Château d'Assas                                                 | Le Vigan                     | Gard                    | Occitanie                  | classé               | « PA00103300 », notice no PA00103300 | 43° 59′ 24″ nord, 3° 36′ 19″ est    |       |
| Hôtel du Prince de Conti Hôtel de Calvet de Montolivet          | Villeneuve-lès-Avignon       | Gard                    | Occitanie                  | inscrit              | « PA00103308 », notice no PA00103308 | 43° 57′ 55″ nord, 4° 47′ 47″ est    |       |
| Hôtel de Roux                                                   | Villeneuve-lès-Avignon       | Gard                    | Occitanie                  | inscrit              | « PA30000042 », notice no PA30000042 | 43° 57′ 57″ nord, 4° 47′ 46″ est    |       |
| Livrée cardinalice d'Arnaud de Via                              | Villeneuve-lès-Avignon       | Gard                    | Occitanie                  | classé               | « PA00103310 », notice no PA00103310 | 43° 57′ 49″ nord, 4° 47′ 49″ est    |       |
| Château de Herrebouc                                            | Saint-Jean-Poutge            | Gers                    | Occitanie                  | inscrit              | « PA00094915 », notice no PA00094915 | 43° 44′ 26″ nord, 0° 22′ 58″ est    |       |
| Château de Sérillac                                             | La Sauvetat                  | Gers                    | Occitanie                  | inscrit              | « PA32000012 », notice no PA32000012 | 43° 51′ 16″ nord, 0° 32′ 22″ est    |       |
| Église Saint-Pierre d'Ambarès-et-Lagrave                        | Ambarès-et-Lagrave           | Gironde                 | Nouvelle-Aquitaine         | inscrit              | « PA00083110 », notice no PA00083110 | 44° 55′ 27″ nord, 0° 29′ 08″ ouest  |       |
| Croix de cimetière                                              | Baigneaux                    | Gironde                 | Nouvelle-Aquitaine         | inscrit              | « PA33000054 », notice no PA33000054 | 44° 43′ 23″ nord, 0° 11′ 48″ ouest  |       |
| Église Saint-Pierre-et-Saint-Paul de Baigneaux                  | Baigneaux                    | Gironde                 | Nouvelle-Aquitaine         | inscrit              | « PA00083122 », notice no PA00083122 | 44° 43′ 22″ nord, 0° 11′ 50″ ouest  |       |
| Église Saint-Christophe de Baron                                | Baron                        | Gironde                 | Nouvelle-Aquitaine         | inscrit              | « PA00083123 », notice no PA00083123 | 44° 49′ 19″ nord, 0° 18′ 44″ ouest  |       |
| Château de Lacaussade                                           | Baurech                      | Gironde                 | Nouvelle-Aquitaine         | inscrit              | « PA00083127 », notice no PA00083127 | 44° 43′ 39″ nord, 0° 25′ 20″ ouest  |       |
| Château de Couloumey                                            | Beautiran                    | Gironde                 | Nouvelle-Aquitaine         | inscrit              | « PA33000055 », notice no PA33000055 | 44° 41′ 52″ nord, 0° 27′ 43″ ouest  |       |
| Maison forte du Boisset                                         | Berson                       | Gironde                 | Nouvelle-Aquitaine         | inscrit              | « PA33000056 », notice no PA33000056 | 45° 07′ 36″ nord, 0° 35′ 11″ ouest  |       |
| Pont de pierre                                                  | Bordeaux                     | Gironde                 | Nouvelle-Aquitaine         | inscrit              | « PA33000067 », notice no PA33000067 | 44° 50′ 19″ nord, 0° 33′ 45″ ouest  |       |
| Église Saint-Laurent de Bossugan                                | Bossugan                     | Gironde                 | Nouvelle-Aquitaine         | inscrit              | « PA33000057 », notice no PA33000057 | 44° 47′ 31″ nord, 0° 03′ 03″ ouest  |       |
| Église Saint-Martin de Cadillac                                 | Cadillac                     | Gironde                 | Nouvelle-Aquitaine         | classé               | « PA00083499 », notice no PA00083499 | 44° 38′ 15″ nord, 0° 19′ 08″ ouest  |       |
| Église Saint-Michel de Civrac-sur-Dordogne                      | Civrac-sur-Dordogne          | Gironde                 | Nouvelle-Aquitaine         | inscrit              | « PA33000058 », notice no PA33000058 | 44° 49′ 54″ nord, 0° 04′ 45″ ouest  |       |
| Église Notre-Dame de Créon                                      | Créon                        | Gironde                 | Nouvelle-Aquitaine         | inscrit              | « PA00083530 », notice no PA00083530 | 44° 46′ 26″ nord, 0° 20′ 52″ ouest  |       |
| Église Notre-Dame de Doulezon                                   | Doulezon                     | Gironde                 | Nouvelle-Aquitaine         | classé               | « PA00083540 », notice no PA00083540 | 44° 47′ 34″ nord, 0° 00′ 16″ ouest  |       |
| Maison Lemoine                                                  | Floirac                      | Gironde                 | Nouvelle-Aquitaine         | inscrit              | « PA33000068 », notice no PA33000068 | 44° 49′ 27″ nord, 0° 31′ 04″ ouest  |       |
| Maison forte du Prat                                            | Générac                      | Gironde                 | Nouvelle-Aquitaine         | inscrit              | « PA33000059 », notice no PA33000059 | 45° 09′ 48″ nord, 0° 33′ 58″ ouest  |       |
| Cinéma Splendid de Langoiran                                    | Langoiran                    | Gironde                 | Nouvelle-Aquitaine         | inscrit              | « PA33000065 », notice no PA33000065 | 44° 42′ 33″ nord, 0° 24′ 03″ ouest  |       |
| Église Saint-Saturnin de Mauriac                                | Mauriac                      | Gironde                 | Nouvelle-Aquitaine         | classé               | « PA00083625 », notice no PA00083625 | 44° 44′ 44″ nord, 0° 02′ 08″ ouest  |       |
| Château de Roquetaillade                                        | Mazères                      | Gironde                 | Nouvelle-Aquitaine         | inscrit              | « PA00083626 », notice no PA00083626 | 44° 29′ 33″ nord, 0° 16′ 11″ ouest  |       |
| Domaine de Valette                                              | Mazion                       | Gironde                 | Nouvelle-Aquitaine         | inscrit              | « PA33000066 », notice no PA33000066 | 45° 09′ 54″ nord, 0° 35′ 58″ ouest  |       |
| Église Notre-Dame de Parsac                                     | Montagne                     | Gironde                 | Nouvelle-Aquitaine         | classé               | « PA00083640 », notice no PA00083640 | 44° 54′ 26″ nord, 0° 05′ 52″ ouest  |       |
| Église Saint-Martin de Mourens                                  | Mourens                      | Gironde                 | Nouvelle-Aquitaine         | inscrit              | « PA00083647 », notice no PA00083647 | 44° 38′ 54″ nord, 0° 12′ 31″ ouest  |       |
| Maison Seguin de La Réole                                       | Réole (La)                   | Gironde                 | Nouvelle-Aquitaine         | inscrit              | « PA33000069 », notice no PA33000069 | 44° 34′ 56″ nord, 0° 02′ 21″ ouest  |       |
| Église Saint-Jean-Baptiste de Roquebrune                        | Roquebrune                   | Gironde                 | Nouvelle-Aquitaine         | inscrit              | « PA33000061 », notice no PA33000061 | 44° 37′ 47″ nord, 0° 01′ 18″ est    |       |
| Église de Saint-Jean-de-Blaignac                                | Saint-Jean-de-Blaignac       | Gironde                 | Nouvelle-Aquitaine         | classé               | « PA00083753 », notice no PA00083753 | 44° 48′ 45″ nord, 0° 08′ 24″ ouest  |       |
| Maison de Gassies                                               | Saint-Macaire                | Gironde                 | Nouvelle-Aquitaine         | inscrit              | « PA33000062 », notice no PA33000062 | 44° 33′ 55″ nord, 0° 13′ 31″ ouest  |       |
| Église de Saint-Vincent-de-Paul                                 | Saint-Vincent-de-Paul        | Gironde                 | Nouvelle-Aquitaine         | inscrit              | « PA33000063 », notice no PA33000063 | 44° 57′ 20″ nord, 0° 28′ 11″ ouest  |       |
| Église de Saint-Vincent-de-Pertignas                            | Saint-Vincent-de-Pertignas   | Gironde                 | Nouvelle-Aquitaine         | classé               | « PA00083811 », notice no PA00083811 | 44° 47′ 56″ nord, 0° 06′ 41″ ouest  |       |
| Église de Sainte-Florence                                       | Sainte-Florence              | Gironde                 | Nouvelle-Aquitaine         | inscrit              | « PA00083817 », notice no PA00083817 | 44° 48′ 44″ nord, 0° 05′ 28″ ouest  |       |
| Église Sainte-Radegonde                                         | Sainte-Radegonde             | Gironde                 | Nouvelle-Aquitaine         | classé               | « PA00083823 », notice no PA00083823 | 44° 48′ 20″ nord, 0° 00′ 58″ est    |       |
| Abbaye de La Sauve-Majeure                                      | Sauve (La)                   | Gironde                 | Nouvelle-Aquitaine         | classé               | « PA00083832 », notice no PA00083832 | 44° 46′ 07″ nord, 0° 18′ 42″ ouest  |       |
| Église Saint-Romain de Saint-Romain-de-Vignague                 | Sauveterre-de-Guyenne        | Gironde                 | Nouvelle-Aquitaine         | inscrit              | « PA00083836 », notice no PA00083836 | 44° 41′ 00″ nord, 0° 04′ 37″ ouest  |       |
| Église Saint-Christophe du Puch                                 | Sauveterre-de-Guyenne        | Gironde                 | Nouvelle-Aquitaine         | inscrit              | « PA00083686 », notice no PA00083686 | 44° 43′ 02″ nord, 0° 06′ 00″ ouest  |       |
| Château de Vayres                                               | Vayres                       | Gironde                 | Nouvelle-Aquitaine         | classé               | « PA00083856 », notice no PA00083856 | 44° 54′ 01″ nord, 0° 18′ 59″ ouest  |       |
| Château de Sallegourde                                          | Villenave-d'Ornon            | Gironde                 | Nouvelle-Aquitaine         | inscrit              | « PA33000064 », notice no PA33000064 | 44° 46′ 13″ nord, 0° 33′ 12″ ouest  |       |
| Maison Liensol                                                  | Basse-Terre                  | Guadeloupe              | Guadeloupe                 | inscrit              | « PA97100010 », notice no PA97100010 | 15° 59′ 40″ nord, 61° 43′ 46″ ouest |       |
| Glacière                                                        | Basse-Terre                  | Guadeloupe              | Guadeloupe                 | inscrit              | « PA97100009 », notice no PA97100009 | 15° 59′ 40″ nord, 61° 43′ 50″ ouest |       |
| Phare de l'îlet de Petite-Terre                                 | La Désirade                  | Guadeloupe              | Guadeloupe                 | inscrit              | « PA97100011 », notice no PA97100011 | 16° 10′ 14″ nord, 61° 06′ 33″ ouest |       |
| Ancien presbytère suédois de Gustavia                           | Saint-Barthélemy             | Saint-Barthélemy        | Guadeloupe                 | inscrit              | « PA97100012 », notice no PA97100012 | 17° 53′ 49″ nord, 62° 50′ 54″ ouest |       |
| Roche Crabe                                                     | Camopi                       | Guyane                  | Guyane                     | inscrit              | « PA97300009 », notice no PA97300009 |                                     |       |
| Roches gravées de la Pointe-Marie-Galante                       | Cayenne                      | Guyane                  | Guyane                     | inscrit              | « PA00135684 », notice no PA00135684 | 5° 16′ 53″ nord, 52° 34′ 54″ ouest  |       |
| Abri de l'Inselberg Susky                                       | Maripasoula                  | Guyane                  | Guyane                     | inscrit              | « PA97300012 », notice no PA97300012 | 2° 34′ 34″ nord, 54° 13′ 41″ ouest  |       |
| Sites de la Carrière et de l'Anse de la Montagne d'Argent       | Ouanary                      | Guyane                  | Guyane                     | inscrit              | « PA97300010 », notice no PA97300010 | 4° 23′ 26″ nord, 51° 41′ 46″ ouest  |       |
| Serpent de Pascaud                                              | Rémire-Montjoly              | Guyane                  | Guyane                     | inscrit              | « PA97300001 », notice no PA97300001 | 4° 51′ 26″ nord, 52° 16′ 09″ ouest  |       |
| Roches gravées de Palulu                                        | Rémire-Montjoly              | Guyane                  | Guyane                     | inscrit              | « PA97300004 », notice no PA97300004 | 4° 51′ 39″ nord, 52° 16′ 10″ ouest  |       |
| Polissoirs de Roche Caïa                                        | Rémire-Montjoly              | Guyane                  | Guyane                     | inscrit              | « PA97300005 », notice no PA97300005 | 4° 53′ 36″ nord, 52° 15′ 18″ ouest  |       |
| Abattis Evrard                                                  | Rémire-Montjoly              | Guyane                  | Guyane                     | inscrit              | « PA97300003 », notice no PA97300003 | 4° 52′ 47″ nord, 52° 16′ 28″ ouest  |       |
| Polissoirs de la Roche Piaie                                    | Rémire-Montjoly              | Guyane                  | Guyane                     | inscrit              | « PA97300007 », notice no PA97300007 | 4° 54′ 11″ nord, 52° 15′ 46″ ouest  |       |
| Polissoirs de Montravel                                         | Rémire-Montjoly              | Guyane                  | Guyane                     | inscrit              | « PA97300008 », notice no PA97300008 | 4° 54′ 31″ nord, 52° 15′ 34″ ouest  |       |
| Polissoirs de l'APCAT                                           | Rémire-Montjoly              | Guyane                  | Guyane                     | inscrit              | « PA97300006 », notice no PA97300006 | 4° 53′ 42″ nord, 52° 15′ 29″ ouest  |       |
| Roche gravée de Grand Beauregard Sud                            | Rémire-Montjoly              | Guyane                  | Guyane                     | inscrit              | « PA97300002 », notice no PA97300002 | 4° 52′ 57″ nord, 52° 16′ 25″ ouest  |       |
| Roches gravées des Montagnes Anglaises                          | Roura                        | Guyane                  | Guyane                     | inscrit              | « PA97300011 », notice no PA97300011 |                                     |       |
| Tribunal cantonal                                               | Cernay                       | Haut-Rhin               | Grand Est                  | inscrit              | « PA68000036 », notice no PA68000036 | 47° 48′ 29″ nord, 7° 10′ 20″ est    |       |
| Église Saint-Étienne                                            | Cernay                       | Haut-Rhin               | Grand Est                  | inscrit              | « PA68000035 », notice no PA68000035 | 47° 48′ 33″ nord, 7° 10′ 29″ est    |       |
| Pont de la Timbach                                              | Sainte-Croix-aux-Mines       | Haut-Rhin               | Grand Est                  | inscrit              | « PA68000037 », notice no PA68000037 | 48° 15′ 52″ nord, 7° 14′ 02″ est    |       |
| Ferme Saint-Gilles                                              | Wintzenheim                  | Haut-Rhin               | Grand Est                  | inscrit              | « PA68000038 », notice no PA68000038 | 48° 04′ 22″ nord, 7° 15′ 47″ est    |       |
| Église Saint-Pierre-ès-Liens du Fousseret                       | Le Fousseret                 | Haute-Garonne           | Occitanie                  | inscrit              | « PA31000056 », notice no PA31000056 | 43° 16′ 52″ nord, 1° 03′ 57″ est    |       |
| Château de Saint-Michel                                         | Saint-Michel                 | Haute-Garonne           | Occitanie                  | inscrit              | « PA31000057 », notice no PA31000057 | 43° 10′ 06″ nord, 1° 05′ 10″ est    |       |
| Château de la Beaume                                            | Alleyras                     | Haute-Loire             | Auvergne-Rhône-Alpes       | inscrit              | « PA43000028 », notice no PA43000028 | 44° 56′ 01″ nord, 3° 40′ 27″ est    |       |
| Église Saint-Sébastien de Charraix                              | Charraix                     | Haute-Loire             | Auvergne-Rhône-Alpes       | inscrit              | « PA43000029 », notice no PA43000029 | 45° 01′ 39″ nord, 3° 34′ 16″ est    |       |
| Château fort de Joyeuse                                         | Dunières                     | Haute-Loire             | Auvergne-Rhône-Alpes       | inscrit              | « PA43000030 », notice no PA43000030 | 45° 12′ 45″ nord, 4° 19′ 57″ est    |       |
| Maison Malartre                                                 | Dunières                     | Haute-Loire             | Auvergne-Rhône-Alpes       | inscrit              | « PA43000031 », notice no PA43000031 | 45° 13′ 12″ nord, 4° 20′ 57″ est    |       |
| Château fort d'Esplantas                                        | Esplantas                    | Haute-Loire             | Auvergne-Rhône-Alpes       | inscrit              | « PA00092670 », notice no PA00092670 | 44° 54′ 33″ nord, 3° 32′ 49″ est    |       |
| Maison Mate                                                     | Montusclat                   | Haute-Loire             | Auvergne-Rhône-Alpes       | inscrit              | « PA43000023 », notice no PA43000023 | 45° 00′ 47″ nord, 4° 07′ 27″ est    |       |
| Maison Sauron                                                   | Montusclat                   | Haute-Loire             | Auvergne-Rhône-Alpes       | inscrit              | « PA43000024 », notice no PA43000024 | 45° 00′ 47″ nord, 4° 07′ 24″ est    |       |
| Église Sainte-Thérèse du Val-Vert                               | Le Puy-en-Velay              | Haute-Loire             | Auvergne-Rhône-Alpes       | inscrit              | « PA43000025 », notice no PA43000025 | 45° 01′ 48″ nord, 3° 52′ 59″ est    |       |
| Église Notre-Dame-de-l'Assomption de Saint-Arcons-de-Barges     | Saint-Arcons-de-Barges       | Haute-Loire             | Auvergne-Rhône-Alpes       | inscrit              | « PA00092831 », notice no PA00092831 | 44° 50′ 21″ nord, 3° 55′ 27″ est    |       |
| Pont de la Bajasse                                              | Vieille-Brioude              | Haute-Loire             | Auvergne-Rhône-Alpes       | inscrit              | « PA43000027 », notice no PA43000027 | 45° 16′ 37″ nord, 3° 24′ 37″ est    |       |
| Léproserie de la Bajasse                                        | Vieille-Brioude              | Haute-Loire             | Auvergne-Rhône-Alpes       | inscrit              | « PA43000026 », notice no PA43000026 | 45° 16′ 33″ nord, 3° 24′ 40″ est    |       |
| Château de Cirey-sur-Blaise                                     | Cirey-sur-Blaise             | Haute-Marne             | Grand Est                  | classé               | « PA00079030 », notice no PA00079030 | 48° 19′ 47″ nord, 4° 56′ 24″ est    |       |
| Hôtel Piétrequin                                                | Langres                      | Haute-Marne             | Grand Est                  | inscrit              | « PA52000019 », notice no PA52000019 | 47° 51′ 58″ nord, 5° 20′ 03″ est    |       |
| Chapelle Notre-Dame de Leffond                                  | Charcenne                    | Haute-Saône             | Bourgogne-Franche-Comté    | inscrit              | « PA70000057 », notice no PA70000057 | 47° 21′ 50″ nord, 5° 46′ 44″ est    |       |
| Cimetière de Charcenne                                          | Charcenne                    | Haute-Saône             | Bourgogne-Franche-Comté    | inscrit              | « PA70000058 », notice no PA70000058 | 47° 22′ 13″ nord, 5° 46′ 49″ est    |       |
| Établissement rural gallo-romain de Chassey-lès-Montbozon       | Chassey-lès-Montbozon        | Haute-Saône             | Bourgogne-Franche-Comté    | inscrit              | « PA70000067 », notice no PA70000067 | 47° 30′ 33″ nord, 6° 20′ 01″ est    |       |
| Abbaye Notre-Dame de la Charité                                 | Fretigney-et-Velloreille     | Haute-Saône             | Bourgogne-Franche-Comté    | inscrit              | « PA70000059 », notice no PA70000059 | 47° 30′ 59″ nord, 5° 55′ 58″ est    |       |
| Maison Trayvou                                                  | Gray                         | Haute-Saône             | Bourgogne-Franche-Comté    | inscrit              | « PA70000060 », notice no PA70000060 | 47° 27′ 04″ nord, 5° 35′ 00″ est    |       |
| Maison                                                          | Gray                         | Haute-Saône             | Bourgogne-Franche-Comté    | classé               | « PA00102187 », notice no PA00102187 | 47° 26′ 41″ nord, 5° 35′ 26″ est    |       |
| Château de Marnay                                               | Marnay                       | Haute-Saône             | Bourgogne-Franche-Comté    | inscrit              | « PA70000061 », notice no PA70000061 | 47° 17′ 23″ nord, 5° 46′ 20″ est    |       |
| Carrière de kaolin de Marcognac                                 | Saint-Yrieix-la-Perche       | Haute-Vienne            | Nouvelle-Aquitaine         | classé               | « PA87000022 », notice no PA87000022 | 45° 31′ 11″ nord, 1° 15′ 08″ est    |       |
| École de plein air de Suresnes                                  | Suresnes                     | Hauts-de-Seine          | Île-de-France              | classé               | « PA00088156 », notice no PA00088156 | 48° 52′ 09″ nord, 2° 12′ 48″ est    |       |
| Abbatiale Saint-Sauveur d'Aniane                                | Aniane                       | Hérault                 | Occitanie                  | classé               | « PA00103354 », notice no PA00103354 | 43° 41′ 04″ nord, 3° 35′ 10″ est    |       |
| Lycée Jean-Mermoz                                               | Béziers                      | Hérault                 | Occitanie                  | classé               | « PA34000026 », notice no PA34000026 | 43° 20′ 56″ nord, 3° 14′ 03″ est    |       |
| Synagogue                                                       | Montpellier                  | Hérault                 | Occitanie                  | inscrit              | « PA00103772 », notice no PA00103772 | 43° 36′ 40″ nord, 3° 52′ 32″ est    |       |
| Hôtel Duffau                                                    | Montpellier                  | Hérault                 | Occitanie                  | inscrit              | « PA34000035 », notice no PA34000035 | 43° 36′ 51″ nord, 3° 52′ 30″ est    |       |
| Église Sainte-Thérèse-de-Lisieux                                | Montpellier                  | Hérault                 | Occitanie                  | inscrit              | « PA34000034 », notice no PA34000034 | 43° 36′ 55″ nord, 3° 51′ 52″ est    |       |
| Abbaye de Saint-Chinian                                         | Saint-Chinian                | Hérault                 | Occitanie                  | inscrit              | « PA34000036 », notice no PA34000036 | 43° 25′ 17″ nord, 2° 56′ 47″ est    |       |
| Abbaye Notre-Dame de la Vieuville                               | Epiniac                      | Ille-et-Vilaine         | Bretagne                   | inscrit              | « PA35000021 », notice no PA35000021 | 48° 31′ 40″ nord, 1° 41′ 10″ ouest  |       |
| Église Saint-Pierre                                             | Langon                       | Ille-et-Vilaine         | Bretagne                   | inscrit              | « PA00090614 », notice no PA00090614 | 47° 43′ 11″ nord, 1° 50′ 56″ ouest  |       |
| Ensemble castral de Châtillon-sur-Indre                         | Châtillon-sur-Indre          | Indre                   | Centre-Val de Loire        | inscrit              | « PA00097301 », notice no PA00097301 | 46° 59′ 11″ nord, 1° 10′ 28″ est    |       |
| Maison à trois carrés                                           | Le Pêchereau                 | Indre                   | Centre-Val de Loire        | inscrit              | « PA36000011 », notice no PA36000011 | 46° 34′ 48″ nord, 1° 32′ 52″ est    |       |
| Château de la Tour du Breuil                                    | Veuil                        | Indre                   | Centre-Val de Loire        | inscrit              | « PA36000010 », notice no PA36000010 | 47° 07′ 56″ nord, 1° 32′ 47″ est    |       |
| Abbaye Saint-Pierre de Bourgueil                                | Bourgueil                    | Indre-et-Loire          | Centre-Val de Loire        | inscrit              | « PA00097594 », notice no PA00097594 | 47° 16′ 46″ nord, 0° 10′ 18″ est    |       |
| Église Saint-Léger de Nouâtre                                   | Nouâtre                      | Indre-et-Loire          | Centre-Val de Loire        | classé               | « PA37000005 », notice no PA37000005 | 47° 03′ 01″ nord, 0° 32′ 52″ est    |       |
| Maison                                                          | Richelieu                    | Indre-et-Loire          | Centre-Val de Loire        | inscrit              | « PA00097961 », notice no PA00097961 | 47° 00′ 47″ nord, 0° 19′ 26″ est    |       |
| Immeuble                                                        | Richelieu                    | Indre-et-Loire          | Centre-Val de Loire        | inscrit              | « PA00097959 », notice no PA00097959 | 47° 00′ 46″ nord, 0° 19′ 26″ est    |       |
| Maison                                                          | Richelieu                    | Indre-et-Loire          | Centre-Val de Loire        | inscrit              | « PA00097963 », notice no PA00097963 | 47° 00′ 47″ nord, 0° 19′ 26″ est    |       |
| Église Saint-André de Villaines-les-Rochers                     | Villaines-les-Rochers        | Indre-et-Loire          | Centre-Val de Loire        | classé               | « PA37000010 », notice no PA37000010 | 47° 13′ 14″ nord, 0° 29′ 46″ est    |       |
| Église Saint-Maurice de Cressia                                 | Cressia                      | Jura                    | Bourgogne-Franche-Comté    | inscrit              | « PA39000052 », notice no PA39000052 | 46° 31′ 38″ nord, 5° 28′ 54″ est    |       |
| Fontaine-lavoir de Cressia                                      | Cressia                      | Jura                    | Bourgogne-Franche-Comté    | inscrit              | « PA39000051 », notice no PA39000051 | 46° 31′ 37″ nord, 5° 28′ 53″ est    |       |
| Château de Dramelay                                             | Dramelay                     | Jura                    | Bourgogne-Franche-Comté    | inscrit              | « PA39000059 », notice no PA39000059 | 46° 24′ 15″ nord, 5° 31′ 25″ est    |       |
| Château du Pin                                                  | Le Pin                       | Jura                    | Bourgogne-Franche-Comté    | classé               | « PA00101991 », notice no PA00101991 | 46° 42′ 36″ nord, 5° 34′ 37″ est    |       |
| Ermitage Notre-Dame de Lorette                                  | Port-Lesney                  | Jura                    | Bourgogne-Franche-Comté    | inscrit              | « PA39000050 », notice no PA39000050 | 47° 00′ 26″ nord, 5° 48′ 28″ est    |       |
| Prieuré de Vaux-sur-Poligny                                     | Vaux-sur-Poligny             | Jura                    | Bourgogne-Franche-Comté    | inscrit              | « PA00102048 », notice no PA00102048 | 46° 49′ 31″ nord, 5° 43′ 24″ est    |       |
| Église Saint-Pierre d'Amou                                      | Amou                         | Landes                  | Nouvelle-Aquitaine         | inscrit              | « PA40000039 », notice no PA40000039 | 43° 35′ 34″ nord, 0° 44′ 52″ ouest  |       |
| Église Saint-Jean-Baptiste d'Arjuzanx                           | Arjuzanx                     | Landes                  | Nouvelle-Aquitaine         | inscrit              | « PA40000040 », notice no PA40000040 | 44° 00′ 47″ nord, 0° 51′ 20″ ouest  |       |
| Château de Caumale                                              | Escalans                     | Landes                  | Nouvelle-Aquitaine         | inscrit              | « PA40000041 », notice no PA40000041 | 43° 59′ 00″ nord, 0° 02′ 01″ est    |       |
| Château de Gaujacq                                              | Gaujacq                      | Landes                  | Nouvelle-Aquitaine         | classé               | « PA00083947 », notice no PA00083947 | 43° 37′ 58″ nord, 0° 45′ 35″ ouest  |       |
| Église Saint-Pierre de Renung                                   | Renung                       | Landes                  | Nouvelle-Aquitaine         | inscrit              | « PA40000042 », notice no PA40000042 | 43° 44′ 48″ nord, 0° 21′ 17″ ouest  |       |
| Église Saint-Luperc de Rimbez                                   | Rimbez-et-Baudiets           | Landes                  | Nouvelle-Aquitaine         | inscrit              | « PA40000045 », notice no PA40000045 | 44° 03′ 04″ nord, 0° 03′ 17″ est    |       |
| Amer d'Huchet                                                   | Vielle-Saint-Girons          | Landes                  | Nouvelle-Aquitaine         | inscrit              | « PA40000044 », notice no PA40000044 | 43° 53′ 25″ nord, 1° 22′ 43″ ouest  |       |
| Maison Boulart                                                  | Vielle-Saint-Girons          | Landes                  | Nouvelle-Aquitaine         | inscrit              | « PA40000043 », notice no PA40000043 | 43° 53′ 24″ nord, 1° 22′ 44″ ouest  |       |
| Manufacture Normant frères                                      | Romorantin-Lanthenay         | Loir-et-Cher            | Centre-Val de Loire        | inscrit              | « PA41000026 », notice no PA41000026 | 47° 21′ 27″ nord, 1° 44′ 52″ est    |       |
| La Forge                                                        | Veilleins                    | Loir-et-Cher            | Centre-Val de Loire        | inscrit              | « PA41000027 », notice no PA41000027 | 47° 25′ 15″ nord, 1° 40′ 13″ est    |       |
| Quartier Rochambeau                                             | Vendôme                      | Loir-et-Cher            | Centre-Val de Loire        | inscrit              | « PA41000024 », notice no PA41000024 | 47° 47′ 25″ nord, 1° 04′ 09″ est    |       |
| Ancienne chambre de commerce                                    | Saint-Etienne                | Loire                   | Auvergne-Rhône-Alpes       | inscrit              | « PA42000011 », notice no PA42000011 | 45° 26′ 14″ nord, 4° 23′ 11″ est    |       |
| Immeuble                                                        | Saint-Etienne                | Loire                   | Auvergne-Rhône-Alpes       | inscrit              | « PA42000014 », notice no PA42000014 | 45° 26′ 20″ nord, 4° 23′ 26″ est    |       |
| Condition des Soies                                             | Saint-Etienne                | Loire                   | Auvergne-Rhône-Alpes       | inscrit              | « PA42000015 », notice no PA42000015 | 45° 26′ 24″ nord, 4° 22′ 57″ est    |       |
| Bourse du travail                                               | Saint-Etienne                | Loire                   | Auvergne-Rhône-Alpes       | inscrit              | « PA42000013 », notice no PA42000013 | 45° 26′ 00″ nord, 4° 23′ 16″ est    |       |
| Centrale électrique de Manufrance                               | Saint-Etienne                | Loire                   | Auvergne-Rhône-Alpes       | inscrit              | « PA42000012 », notice no PA42000012 | 45° 25′ 38″ nord, 4° 24′ 13″ est    |       |
| Hôpital de la Charité                                           | Saint-Etienne                | Loire                   | Auvergne-Rhône-Alpes       | inscrit              | « PA42000010 », notice no PA42000010 | 45° 25′ 59″ nord, 4° 23′ 31″ est    |       |
| Château de Quéhillac                                            | Bouvron                      | Loire-Atlantique        | Pays de la Loire           | inscrit              | « PA44000031 », notice no PA44000031 | 47° 25′ 59″ nord, 1° 54′ 12″ ouest  |       |
| Villa Ker Souveraine                                            | Pornichet                    | Loire-Atlantique        | Pays de la Loire           | inscrit              | « PA44000030 », notice no PA44000030 | 47° 16′ 21″ nord, 2° 21′ 20″ ouest  |       |
| Château du Lude                                                 | Jouy-le-Potier               | Loiret                  | Centre-Val de Loire        | inscrit              | « PA45000021 », notice no PA45000021 | 47° 43′ 04″ nord, 1° 50′ 45″ est    |       |
| Hôtel de Colomb-Lacombe                                         | Figeac                       | Lot                     | Occitanie                  | inscrit              | « PA46000026 », notice no PA46000026 | 44° 36′ 38″ nord, 2° 02′ 04″ est    |       |
| Château de Saint-Privat                                         | Flaugnac                     | Lot                     | Occitanie                  | inscrit              | « PA46000027 », notice no PA46000027 | 44° 16′ 41″ nord, 1° 23′ 39″ est    |       |
| Dolmen des Aguals                                               | Gréalou                      | Lot                     | Occitanie                  | inscrit              | « PA46000021 », notice no PA46000021 | 44° 31′ 44″ nord, 1° 53′ 40″ est    |       |
| Château de Saignes                                              | Saignes                      | Lot                     | Occitanie                  | inscrit              | « PA46000028 », notice no PA46000028 | 44° 47′ 05″ nord, 1° 49′ 08″ est    |       |
| Maison Jailles                                                  | Agen                         | Lot-et-Garonne          | Nouvelle-Aquitaine         | inscrit              | « PA47000055 », notice no PA47000055 | 44° 12′ 21″ nord, 0° 36′ 48″ est    |       |
| Domaine de Bagatelle                                            | Agen                         | Lot-et-Garonne          | Nouvelle-Aquitaine         | inscrit              | « PA47000056 », notice no PA47000056 | 44° 12′ 46″ nord, 0° 36′ 25″ est    |       |
| Château de Duras                                                | Duras                        | Lot-et-Garonne          | Nouvelle-Aquitaine         | classé               | « PA00084107 », notice no PA00084107 | 44° 40′ 36″ nord, 0° 10′ 43″ est    |       |
| Château de Combettes                                            | Estables                     | Lozère                  | Occitanie                  | inscrit              | « PA48000010 », notice no PA48000010 | 44° 41′ 44″ nord, 3° 29′ 06″ est    |       |
| Église Saint-Germain de Daumeray                                | Morannes sur Sarthe-Daumeray | Maine-et-Loire          | Pays de la Loire           | inscrit              | « PA49000034 », notice no PA49000034 | 47° 42′ 08″ nord, 0° 21′ 45″ ouest  |       |
| Moulin à eau de Sautret                                         | Feneu                        | Maine-et-Loire          | Pays de la Loire           | inscrit              | « PA49000035 », notice no PA49000035 | 47° 34′ 09″ nord, 0° 37′ 17″ ouest  |       |
| Château de Champiré                                             | Ombrée d'Anjou               | Maine-et-Loire          | Pays de la Loire           | inscrit              | « PA49000038 », notice no PA49000038 | 47° 45′ 17″ nord, 1° 00′ 09″ ouest  |       |
| Château de la Chetardière                                       | Segré-en-Anjou Bleu          | Maine-et-Loire          | Pays de la Loire           | inscrit              | « PA49000036 », notice no PA49000036 | 47° 40′ 32″ nord, 0° 53′ 23″ ouest  |       |
| Église                                                          | Brévands                     | Manche                  | Normandie                  | inscrit              | « PA00110342 », notice no PA00110342 | 49° 19′ 53″ nord, 1° 11′ 26″ ouest  |       |
| Abbaye Notre-Dame du Vœu                                        | Cherbourg-en-Cotentin        | Manche                  | Normandie                  | classé               | « PA00110364 », notice no PA00110364 | 49° 38′ 50″ nord, 1° 38′ 30″ ouest  |       |
| Manoir d'Inthéville                                             | Fermanville                  | Manche                  | Normandie                  | inscrit              | « PA50000023 », notice no PA50000023 | 49° 41′ 18″ nord, 1° 26′ 15″ ouest  |       |
| Manoir d'Hubertant                                              | Lozon                        | Manche                  | Normandie                  | inscrit              | « PA50000024 », notice no PA50000024 | 49° 08′ 49″ nord, 1° 17′ 18″ ouest  |       |
| Château : façades et toitures                                   | Sotteville                   | Manche                  | Normandie                  | inscrit              | « PA00110615 », notice no PA00110615 | 49° 32′ 50″ nord, 1° 45′ 26″ ouest  |       |
| Église Saint-Nicaise                                            | Reims                        | Marne                   | Grand Est                  | classé               | « PA00078784 », notice no PA00078784 | 49° 14′ 53″ nord, 4° 03′ 18″ est    |       |
| Église du Fort                                                  | Saint-Pierre                 | Martinique              | Martinique                 | classé               | « PA00105951 », notice no PA00105951 | 14° 45′ 02″ nord, 61° 10′ 43″ ouest |       |
| Château de Beaubigné                                            | Fromentières                 | Mayenne                 | Pays de la Loire           | inscrit              | « PA53000018 », notice no PA53000018 | 47° 52′ 22″ nord, 0° 41′ 23″ ouest  |       |
| Logis de la Girouardière                                        | Peuton                       | Mayenne                 | Pays de la Loire           | inscrit              | « PA53000019 », notice no PA53000019 | 47° 52′ 57″ nord, 0° 48′ 40″ ouest  |       |
| Chapelle-ermitage de Sainte-Reine                               | Allondrelle-la-Malmaison     | Meurthe-et-Moselle      | Grand Est                  | inscrit              | « PA54000056 », notice no PA54000056 | 49° 30′ 20″ nord, 5° 34′ 05″ est    |       |
| Hôtel de ville d'Étain                                          | Étain                        | Meuse                   | Grand Est                  | inscrit              | « PA55000031 », notice no PA55000031 | 49° 12′ 47″ nord, 5° 38′ 11″ est    |       |
| Enceinte urbaine de Marville                                    | Marville                     | Meuse                   | Grand Est                  | inscrit              | « PA55000032 », notice no PA55000032 | 49° 27′ 08″ nord, 5° 27′ 32″ est    |       |
| Maison                                                          | Saint-Mihiel                 | Meuse                   | Grand Est                  | inscrit              | « PA55000033 », notice no PA55000033 | 48° 53′ 24″ nord, 5° 32′ 42″ est    |       |
| Synagogue et Ancienne maison du rabbin                          | Verdun                       | Meuse                   | Grand Est                  | classé               | « PA00106670 », notice no PA00106670 | 49° 09′ 48″ nord, 5° 23′ 07″ est    |       |
| Aqueduc gallo-romain de Rosnarho                                | Crac'h                       | Morbihan                | Bretagne                   | inscrit              | « PA56000019 », notice no PA56000019 | 47° 38′ 17″ nord, 2° 58′ 13″ ouest  |       |
| Château de la Haute-Touche                                      | Ploërmel                     | Morbihan                | Bretagne                   | inscrit              | « PA56000053 », notice no PA56000053 | 47° 52′ 47″ nord, 2° 22′ 16″ ouest  |       |
| Site gallo-romain du Nal                                        | La Vraie-Croix               | Morbihan                | Bretagne                   | inscrit              | « PA56000021 », notice no PA56000021 | 47° 42′ 02″ nord, 2° 30′ 21″ ouest  |       |
| Carreau du Siège Simon I et II                                  | Forbach                      | Moselle                 | Grand Est                  | inscrit              | « PA57000015 », notice no PA57000015 | 49° 12′ 09″ nord, 6° 54′ 48″ est    |       |
| Hôtel des Arts et Métiers                                       | Metz                         | Moselle                 | Grand Est                  | inscrit              | « PA57000022 », notice no PA57000022 | 49° 06′ 41″ nord, 6° 10′ 23″ est    |       |
| Maison du pasteur Paul Ferry                                    | Plappeville                  | Moselle                 | Grand Est                  | inscrit              | « PA57000023 », notice no PA57000023 | 49° 07′ 53″ nord, 6° 07′ 28″ est    |       |
| Site gallo-romain du Heidenkopf                                 | Sarreinsming                 | Moselle                 | Grand Est                  | inscrit              | « PA57000024 », notice no PA57000024 | 49° 05′ 40″ nord, 7° 05′ 46″ est    |       |
| Château de Villemolin                                           | Anthien                      | Nièvre                  | Bourgogne-Franche-Comté    | inscrit              | « PA00112791 », notice no PA00112791 | 47° 17′ 14″ nord, 3° 43′ 11″ est    |       |
| Château de la Chaussade                                         | Guérigny                     | Nièvre                  | Bourgogne-Franche-Comté    | inscrit              | « PA58000020 », notice no PA58000020 | 47° 05′ 21″ nord, 3° 11′ 30″ est    |       |
| Château de La Roche                                             | Larochemillay                | Nièvre                  | Bourgogne-Franche-Comté    | inscrit              | « PA00112904 », notice no PA00112904 | 46° 52′ 43″ nord, 3° 59′ 59″ est    |       |
| Château de Coulon                                               | Mouron-sur-Yonne             | Nièvre                  | Bourgogne-Franche-Comté    | inscrit              | « PA58000021 », notice no PA58000021 | 47° 12′ 21″ nord, 3° 44′ 14″ est    |       |
| Chapelle Saint-Sylvain                                          | Nevers                       | Nièvre                  | Bourgogne-Franche-Comté    | classé               | « PA58000019 », notice no PA58000019 | 46° 59′ 47″ nord, 3° 10′ 11″ est    |       |
| Château de la Montagne                                          | Saint-Honoré-les-Bains       | Nièvre                  | Bourgogne-Franche-Comté    | inscrit              | « PA00135229 », notice no PA00135229 | 46° 53′ 49″ nord, 3° 50′ 46″ est    |       |
| Château de Besne                                                | Saint-Péreuse                | Nièvre                  | Bourgogne-Franche-Comté    | inscrit              | « PA00113012 », notice no PA00113012 | 47° 03′ 55″ nord, 3° 48′ 30″ est    |       |
| Logements des Casernes                                          | Toury-Lurcy                  | Nièvre                  | Bourgogne-Franche-Comté    | inscrit              | « PA58000023 », notice no PA58000023 | 46° 44′ 20″ nord, 3° 25′ 34″ est    |       |
| Château de Toury-Lurcy                                          | Toury-Lurcy                  | Nièvre                  | Bourgogne-Franche-Comté    | inscrit              | « PA58000022 », notice no PA58000022 | 46° 44′ 17″ nord, 3° 25′ 31″ est    |       |
| Hôtel de ville                                                  | Armentières                  | Nord                    | Hauts-de-France            | inscrit              | « PA59000085 », notice no PA59000085 | 50° 41′ 12″ nord, 2° 52′ 57″ est    |       |
| Église Saint-Chrysole                                           | Comines                      | Nord                    | Hauts-de-France            | classé               | « PA59000075 », notice no PA59000075 | 50° 45′ 56″ nord, 3° 00′ 26″ est    |       |
| Hôtel de ville                                                  | Dunkerque                    | Nord                    | Hauts-de-France            | inscrit              | « PA00107900 », notice no PA00107900 | 51° 02′ 16″ nord, 2° 22′ 36″ est    |       |
| Ancien château de Wignacourt                                    | Flêtre                       | Nord                    | Hauts-de-France            | inscrit              | « PA59000086 », notice no PA59000086 | 50° 45′ 11″ nord, 2° 38′ 44″ est    |       |
| Ruines du château                                               | Gœulzin                      | Nord                    | Hauts-de-France            | inscrit              | « PA59000087 », notice no PA59000087 | 50° 19′ 02″ nord, 3° 05′ 31″ est    |       |
| Couvent des Dominicains                                         | Lille                        | Nord                    | Hauts-de-France            | inscrit              | « PA59000088 », notice no PA59000088 | 50° 39′ 33″ nord, 3° 05′ 00″ est    |       |
| Hôtel de ville                                                  | Lille                        | Nord                    | Hauts-de-France            | classé               | « PA59000078 », notice no PA59000078 | 50° 37′ 49″ nord, 3° 04′ 16″ est    |       |
| Palais Rameau                                                   | Lille                        | Nord                    | Hauts-de-France            | classé               | « PA00107720 », notice no PA00107720 | 50° 38′ 04″ nord, 3° 02′ 58″ est    |       |
| Église Saint-Pierre-et-Saint-Paul                               | Maubeuge                     | Nord                    | Hauts-de-France            | inscrit              | « PA59000089 », notice no PA59000089 | 50° 16′ 45″ nord, 3° 58′ 22″ est    |       |
| Carmel de Valenciennes                                          | Saint-Saulve                 | Nord                    | Hauts-de-France            | inscrit              | « PA59000090 », notice no PA59000090 | 50° 22′ 07″ nord, 3° 32′ 34″ est    |       |
| Maison Verley                                                   | Sebourg                      | Nord                    | Hauts-de-France            | classé               | « PA59000081 », notice no PA59000081 | 50° 19′ 53″ nord, 3° 39′ 33″ est    |       |
| Hôtel de ville de Templeuve                                     | Templeuve                    | Nord                    | Hauts-de-France            | inscrit              | « PA59000091 », notice no PA59000091 | 50° 31′ 37″ nord, 3° 10′ 08″ est    |       |
| Château de Boissy-le-Bois                                       | Boissy-le-Bois               | Oise                    | Hauts-de-France            | inscrit              | « PA60000043 », notice no PA60000043 | 49° 16′ 44″ nord, 1° 56′ 27″ est    |       |
| Église Notre-Dame de la Nativité de Boissy-le-Bois              | Boissy-le-Bois               | Oise                    | Hauts-de-France            | inscrit              | « PA60000044 », notice no PA60000044 | 49° 16′ 44″ nord, 1° 56′ 27″ est    |       |
| Maison natale d'Hippolyte Bayard                                | Breteuil                     | Oise                    | Hauts-de-France            | inscrit              | « PA60000045 », notice no PA60000045 | 49° 37′ 54″ nord, 2° 17′ 45″ est    |       |
| Château de Coye-la-Forêt                                        | Coye-la-Forêt                | Oise                    | Hauts-de-France            | inscrit              | « PA60000046 », notice no PA60000046 | 49° 08′ 42″ nord, 2° 28′ 07″ est    |       |
| Usine Parvillée                                                 | Cramoisy                     | Oise                    | Hauts-de-France            | inscrit              | « PA60000047 », notice no PA60000047 | 49° 15′ 22″ nord, 2° 24′ 13″ est    |       |
| Fours de la Crapaudière                                         | Lachapelle-aux-Pots          | Oise                    | Hauts-de-France            | inscrit              | « PA60000032 », notice no PA60000032 | 49° 26′ 54″ nord, 1° 53′ 39″ est    |       |
| Église Saint-Lucien de Litz                                     | Litz                         | Oise                    | Hauts-de-France            | inscrit              | « PA60000048 », notice no PA60000048 | 49° 25′ 01″ nord, 2° 19′ 47″ est    |       |
| Butte des Zouaves                                               | Moulin-sous-Touvent          | Oise                    | Hauts-de-France            | inscrit              | « PA60000049 », notice no PA60000049 | 49° 29′ 12″ nord, 3° 02′ 55″ est    |       |
| Abbaye de Lannoy                                                | Roy-Boissy                   | Oise                    | Hauts-de-France            | inscrit              | « PA00114844 », notice no PA00114844 | 49° 35′ 29″ nord, 1° 54′ 43″ est    |       |
| Château de Villeray                                             | Condeau                      | Orne                    | Normandie                  | inscrit              | « PA61000028 », notice no PA61000028 | 48° 23′ 31″ nord, 0° 49′ 59″ est    |       |
| Château de La Forêt-Auvray                                      | La Forêt-Auvray              | Orne                    | Normandie                  | classé               | « PA61000027 », notice no PA61000027 | 48° 49′ 17″ nord, 0° 20′ 30″ ouest  |       |
| Château d'Ô                                                     | Mortrée                      | Orne                    | Normandie                  | inscrit              | « PA00110871 », notice no PA00110871 | 48° 38′ 52″ nord, 0° 05′ 15″ est    |       |
| Auberge des Peintres                                            | Saint-Céneri-le-Gérei        | Orne                    | Normandie                  | inscrit              | « PA61000029 », notice no PA61000029 | 48° 22′ 46″ nord, 0° 03′ 11″ ouest  |       |
| Château de Torchamp                                             | Torchamp                     | Orne                    | Normandie                  | inscrit              | « PA00110960 », notice no PA00110960 | 48° 32′ 11″ nord, 0° 41′ 40″ ouest  |       |
| Passage Brady                                                   | 10e arrondissement de Paris  | Paris                   | Île-de-France              | inscrit              | « PA75100007 », notice no PA75100007 | 48° 52′ 17″ nord, 2° 21′ 18″ est    |       |
| Faïencerie Loebnitz                                             | 11e arrondissement de Paris  | Paris                   | Île-de-France              | inscrit              | « PA75110003 », notice no PA75110003 | 48° 51′ 59″ nord, 2° 22′ 16″ est    |       |
| Hôtel Desmarets                                                 | 2e arrondissement de Paris   | Paris                   | Île-de-France              | inscrit              | « PA00086081 », notice no PA00086081 | 48° 52′ 05″ nord, 2° 20′ 23″ est    |       |
| Hôtel de Chenizot                                               | 4e arrondissement de Paris   | Paris                   | Île-de-France              | classé               | « PA00086284 », notice no PA00086284 | 48° 51′ 08″ nord, 2° 21′ 20″ est    |       |
| Immeuble                                                        | 4e arrondissement de Paris   | Paris                   | Île-de-France              | inscrit              | « PA00086378 », notice no PA00086378 | 48° 51′ 38″ nord, 2° 21′ 02″ est    |       |
| Palais de l'Alma                                                | 7e arrondissement de Paris   | Paris                   | Île-de-France              | classé               | « PA75070002 », notice no PA75070002 | 48° 51′ 44″ nord, 2° 18′ 01″ est    |       |
| Pagode rouge                                                    | 8e arrondissement de Paris   | Paris                   | Île-de-France              | inscrit              | « PA75080006 », notice no PA75080006 | 48° 52′ 36″ nord, 2° 18′ 28″ est    |       |
| Hôtel de Pourtalès                                              | 8e arrondissement de Paris   | Paris                   | Île-de-France              | inscrit              | « PA00088832 », notice no PA00088832 | 48° 52′ 17″ nord, 2° 19′ 31″ est    |       |
| Salle Pleyel                                                    | 8e arrondissement de Paris   | Paris                   | Île-de-France              | inscrit              | « PA75080003 », notice no PA75080003 | 48° 52′ 37″ nord, 2° 18′ 04″ est    |       |
| Immeuble                                                        | 8e arrondissement de Paris   | Paris                   | Île-de-France              | inscrit              | « PA75080007 », notice no PA75080007 | 48° 52′ 21″ nord, 2° 18′ 37″ est    |       |
| Hôtel de l'Impératrice Eugénie                                  | 8e arrondissement de Paris   | Paris                   | Île-de-France              | classé               | « PA00132980 », notice no PA00132980 | 48° 52′ 08″ nord, 2° 19′ 00″ est    |       |
| Immeuble                                                        | 8e arrondissement de Paris   | Paris                   | Île-de-France              | classé               | « PA75080005 », notice no PA75080005 | 48° 52′ 11″ nord, 2° 19′ 03″ est    |       |
| Immeuble                                                        | 8e arrondissement de Paris   | Paris                   | Île-de-France              | classé               | « PA75080004 », notice no PA75080004 | 48° 52′ 09″ nord, 2° 19′ 01″ est    |       |
| Casernes Taix et Listenois                                      | Aire-sur-la-Lys              | Pas-de-Calais           | Hauts-de-France            | inscrit              | « PA62000049 », notice no PA62000049 | 50° 38′ 15″ nord, 2° 23′ 29″ est    |       |
| Église Saint-Martin de Marck                                    | Marck                        | Pas-de-Calais           | Hauts-de-France            | inscrit              | « PA62000050 », notice no PA62000050 | 50° 57′ 00″ nord, 1° 57′ 28″ est    |       |
| Manoir de Wierre-au-Bois                                        | Wierre-au-Bois               | Pas-de-Calais           | Hauts-de-France            | inscrit              | « PA62000048 », notice no PA62000048 | 50° 38′ 54″ nord, 1° 45′ 48″ est    |       |
| Collège des Jésuites                                            | Billom                       | Puy-de-Dôme             | Auvergne-Rhône-Alpes       | inscrit              | « PA63000041 », notice no PA63000041 | 45° 43′ 16″ nord, 3° 20′ 24″ est    |       |
| Villa Les Jeannettes                                            | Châtel-Guyon                 | Puy-de-Dôme             | Auvergne-Rhône-Alpes       | inscrit              | « PA63000042 », notice no PA63000042 | 45° 55′ 14″ nord, 3° 03′ 57″ est    |       |
| Immeuble Chabert                                                | Clermont-Ferrand             | Puy-de-Dôme             | Auvergne-Rhône-Alpes       | inscrit              | « PA63000049 », notice no PA63000049 | 45° 46′ 29″ nord, 3° 04′ 43″ est    |       |
| Halle aux blés                                                  | Clermont-Ferrand             | Puy-de-Dôme             | Auvergne-Rhône-Alpes       | inscrit              | « PA63000044 », notice no PA63000044 | 45° 46′ 32″ nord, 3° 05′ 14″ est    |       |
| Marché Saint-Joseph                                             | Clermont-Ferrand             | Puy-de-Dôme             | Auvergne-Rhône-Alpes       | inscrit              | « PA63000045 », notice no PA63000045 | 45° 46′ 43″ nord, 3° 05′ 41″ est    |       |
| Immeuble Fourton                                                | Clermont-Ferrand             | Puy-de-Dôme             | Auvergne-Rhône-Alpes       | inscrit              | « PA63000050 », notice no PA63000050 | 45° 46′ 28″ nord, 3° 04′ 39″ est    |       |
| Immeuble Pincot                                                 | Clermont-Ferrand             | Puy-de-Dôme             | Auvergne-Rhône-Alpes       | inscrit              | « PA63000047 », notice no PA63000047 | 45° 46′ 32″ nord, 3° 04′ 26″ est    |       |
| Couvent de l'Immaculée-Conception                               | Clermont-Ferrand             | Puy-de-Dôme             | Auvergne-Rhône-Alpes       | inscrit              | « PA63000043 », notice no PA63000043 | 45° 46′ 38″ nord, 3° 05′ 30″ est    |       |
| Maison                                                          | Clermont-Ferrand             | Puy-de-Dôme             | Auvergne-Rhône-Alpes       | inscrit              | « PA63000046 », notice no PA63000046 | 45° 47′ 05″ nord, 3° 06′ 02″ est    |       |
| Immeuble Masson                                                 | Clermont-Ferrand             | Puy-de-Dôme             | Auvergne-Rhône-Alpes       | inscrit              | « PA63000048 », notice no PA63000048 | 45° 46′ 29″ nord, 3° 04′ 46″ est    |       |
| Oppidum du Puy du Mur                                           | Mur-sur-Allier               | Puy-de-Dôme             | Auvergne-Rhône-Alpes       | inscrit              | « PA63000051 », notice no PA63000051 | 45° 45′ 55″ nord, 3° 15′ 00″ est    |       |
| Maison de La Treille                                            | Davayat                      | Puy-de-Dôme             | Auvergne-Rhône-Alpes       | inscrit              | « PA63000052 », notice no PA63000052 | 45° 56′ 48″ nord, 3° 06′ 24″ est    |       |
| Château de Joserand                                             | Jozerand                     | Puy-de-Dôme             | Auvergne-Rhône-Alpes       | inscrit              | « PA00092147 », notice no PA00092147 | 46° 01′ 28″ nord, 3° 05′ 45″ est    |       |
| Hôtel Grimardias                                                | Maringues                    | Puy-de-Dôme             | Auvergne-Rhône-Alpes       | inscrit              | « PA63000053 », notice no PA63000053 | 45° 55′ 14″ nord, 3° 19′ 50″ est    |       |
| Villa de la Presle                                              | Mons                         | Puy-de-Dôme             | Auvergne-Rhône-Alpes       | inscrit              | « PA00092192 », notice no PA00092192 | 46° 00′ 01″ nord, 3° 27′ 05″ est    |       |
| Pavillon Dumesnil                                               | Riom                         | Puy-de-Dôme             | Auvergne-Rhône-Alpes       | inscrit              | « PA63000055 », notice no PA63000055 | 45° 53′ 37″ nord, 3° 06′ 27″ est    |       |
| Château de Pagnant                                              | Saint-André-le-Coq           | Puy-de-Dôme             | Auvergne-Rhône-Alpes       | inscrit              | « PA63000056 », notice no PA63000056 | 45° 57′ 10″ nord, 3° 19′ 20″ est    |       |
| Château de Saint-Cirgues                                        | Saint-Cirgues-sur-Couze      | Puy-de-Dôme             | Auvergne-Rhône-Alpes       | inscrit              | « PA63000057 », notice no PA63000057 | 45° 33′ 04″ nord, 3° 08′ 30″ est    |       |
| Château de Maulmont                                             | Saint-Priest-Bramefant       | Puy-de-Dôme             | Auvergne-Rhône-Alpes       | inscrit              | « PA00092382 », notice no PA00092382 | 46° 01′ 09″ nord, 3° 26′ 37″ est    |       |
| Forges Mondière                                                 | Thiers                       | Puy-de-Dôme             | Auvergne-Rhône-Alpes       | inscrit              | « PA63000058 », notice no PA63000058 | 45° 51′ 02″ nord, 3° 32′ 59″ est    |       |
| Usine du May                                                    | Thiers                       | Puy-de-Dôme             | Auvergne-Rhône-Alpes       | inscrit              | « PA63000059 », notice no PA63000059 | 45° 51′ 01″ nord, 3° 32′ 58″ est    |       |
| Château de Franc-Séjour                                         | Thiers                       | Puy-de-Dôme             | Auvergne-Rhône-Alpes       | inscrit              | « PA00092444 », notice no PA00092444 | 45° 51′ 09″ nord, 3° 32′ 14″ est    |       |
| Hôtel des Princes                                               | Eaux-Bonnes                  | Pyrénées-Atlantiques    | Nouvelle-Aquitaine         | inscrit              | « PA64000044 », notice no PA64000044 | 42° 58′ 20″ nord, 0° 23′ 33″ ouest  |       |
| Calvaire de Lestelle-Bétharram                                  | Lestelle-Bétharram           | Pyrénées-Atlantiques    | Nouvelle-Aquitaine         | inscrit              | « PA64000042 », notice no PA64000042 | 43° 07′ 23″ nord, 0° 12′ 33″ ouest  |       |
| Hôtel de Lataste                                                | Orthez                       | Pyrénées-Atlantiques    | Nouvelle-Aquitaine         | inscrit              | « PA64000045 », notice no PA64000045 | 43° 29′ 12″ nord, 0° 46′ 11″ ouest  |       |
| Villa Sainte-Hélène                                             | Pau                          | Pyrénées-Atlantiques    | Nouvelle-Aquitaine         | inscrit              | « PA64000046 », notice no PA64000046 | 43° 18′ 18″ nord, 0° 20′ 42″ ouest  |       |
| Tour de Mir                                                     | Prats-de-Mollo-la-Preste     | Pyrénées-Orientales     | Occitanie                  | inscrit              | « PA66000013 », notice no PA66000013 | 42° 23′ 40″ nord, 2° 26′ 51″ est    |       |
| Cheminée Monjol-Mondon                                          | Les Avirons                  | La Réunion              | La Réunion                 | inscrit              | « PA97400045 », notice no PA97400045 | 21° 14′ 42″ sud, 55° 20′ 00″ est    |       |
| Cheminée Manapany                                               | Petite-Île                   | La Réunion              | La Réunion                 | inscrit              | « PA97400046 », notice no PA97400046 | 21° 22′ 18″ sud, 55° 34′ 53″ est    |       |
| Cheminée Le Désert                                              | Saint-André                  | La Réunion              | La Réunion                 | inscrit              | « PA97400047 », notice no PA97400047 | 20° 57′ 58″ sud, 55° 37′ 44″ est    |       |
| Cheminée Le Colosse                                             | Saint-André                  | La Réunion              | La Réunion                 | inscrit              | « PA97400049 », notice no PA97400049 | 20° 56′ 08″ sud, 55° 40′ 19″ est    |       |
| Cheminée de Ravine Creuse                                       | Saint-André                  | La Réunion              | La Réunion                 | inscrit              | « PA97400048 », notice no PA97400048 | 20° 58′ 05″ sud, 55° 39′ 54″ est    |       |
| Cheminée Morange                                                | Saint-Benoît                 | La Réunion              | La Réunion                 | inscrit              | « PA97400051 », notice no PA97400051 | 21° 05′ 59″ sud, 55° 44′ 02″ est    |       |
| Cheminée Beaufonds                                              | Saint-Benoît                 | La Réunion              | La Réunion                 | inscrit              | « PA97400050 », notice no PA97400050 | 21° 03′ 02″ sud, 55° 43′ 17″ est    |       |
| Usine du Piton                                                  | Saint-Joseph                 | La Réunion              | La Réunion                 | inscrit              | « PA97400053 », notice no PA97400053 | 21° 22′ 58″ sud, 55° 37′ 09″ est    |       |
| Usine Langevin                                                  | Saint-Joseph                 | La Réunion              | La Réunion                 | inscrit              | « PA97400052 », notice no PA97400052 | 21° 22′ 38″ sud, 55° 38′ 48″ est    |       |
| Cheminée Le Portail                                             | Saint-Leu                    | La Réunion              | La Réunion                 | inscrit              | « PA97400055 », notice no PA97400055 | 21° 12′ 54″ sud, 55° 18′ 11″ est    |       |
| Distillerie de Saint-Leu                                        | Saint-Leu                    | La Réunion              | La Réunion                 | inscrit              | « PA97400054 », notice no PA97400054 | 21° 10′ 33″ sud, 55° 17′ 15″ est    |       |
| Usine de Gol-les-Hauts                                          | Saint-Louis                  | La Réunion              | La Réunion                 | inscrit              | « PA97400056 », notice no PA97400056 | 21° 15′ 10″ sud, 55° 25′ 20″ est    |       |
| Cheminée de Savanna                                             | Saint-Paul                   | La Réunion              | La Réunion                 | inscrit Radié (2018) | « PA97400065 », notice no PA97400065 |                                     |       |
| Cheminée Bellemène                                              | Saint-Paul                   | La Réunion              | La Réunion                 | inscrit              | « PA97400059 », notice no PA97400059 | 21° 01′ 01″ sud, 55° 18′ 07″ est    |       |
| Cheminée Vue Belle                                              | Saint-Paul                   | La Réunion              | La Réunion                 | inscrit              | « PA97400061 », notice no PA97400061 | 21° 04′ 42″ sud, 55° 16′ 29″ est    |       |
| Usine de Bruniquel                                              | Saint-Paul                   | La Réunion              | La Réunion                 | inscrit              | « PA97400063 », notice no PA97400063 | 21° 04′ 59″ sud, 55° 14′ 12″ est    |       |
| Cheminée L'Éperon                                               | Saint-Paul                   | La Réunion              | La Réunion                 | inscrit              | « PA97400062 », notice no PA97400062 | 21° 02′ 46″ sud, 55° 15′ 19″ est    |       |
| Cheminée Grand-Fond                                             | Saint-Paul                   | La Réunion              | La Réunion                 | inscrit              | « PA97400064 », notice no PA97400064 | 21° 02′ 20″ sud, 55° 13′ 17″ est    |       |
| Cheminée Le Piton                                               | Saint-Paul                   | La Réunion              | La Réunion                 | inscrit              | « PA97400060 », notice no PA97400060 | 20° 58′ 03″ sud, 55° 18′ 02″ est    |       |
| Cheminée de La Trinité                                          | Saint-Philippe               | La Réunion              | La Réunion                 | inscrit              | « PA97400066 », notice no PA97400066 | 21° 21′ 30″ sud, 55° 46′ 13″ est    |       |
| Usine du Baril                                                  | Saint-Philippe               | La Réunion              | La Réunion                 | inscrit              | « PA97400067 », notice no PA97400067 | 21° 22′ 07″ sud, 55° 43′ 49″ est    |       |
| Cheminées La Rivière-Saint-Étienne                              | Saint-Pierre                 | La Réunion              | La Réunion                 | inscrit              | « PA97400072 », notice no PA97400072 | 21° 17′ 26″ sud, 55° 27′ 03″ est    |       |
| Cheminée Mon Repos 2                                            | Saint-Pierre                 | La Réunion              | La Réunion                 | inscrit              | « PA97400070 », notice no PA97400070 | 21° 18′ 30″ sud, 55° 27′ 37″ est    |       |
| Cheminée Mahavel                                                | Saint-Pierre                 | La Réunion              | La Réunion                 | inscrit              | « PA97400076 », notice no PA97400076 | 21° 16′ 52″ sud, 55° 27′ 50″ est    |       |
| Cheminée de Ravine-des-Cabris                                   | Saint-Pierre                 | La Réunion              | La Réunion                 | inscrit              | « PA97400074 », notice no PA97400074 | 21° 16′ 59″ sud, 55° 28′ 27″ est    |       |
| Cheminée de Grands Bois                                         | Saint-Pierre                 | La Réunion              | La Réunion                 | inscrit              | « PA97400075 », notice no PA97400075 | 21° 21′ 36″ sud, 55° 31′ 36″ est    |       |
| Cheminée Isautier                                               | Saint-Pierre                 | La Réunion              | La Réunion                 | inscrit              | « PA97400069 », notice no PA97400069 | 21° 20′ 33″ sud, 55° 28′ 24″ est    |       |
| Cheminée La Vallée                                              | Saint-Pierre                 | La Réunion              | La Réunion                 | inscrit              | « PA97400073 », notice no PA97400073 | 21° 18′ 20″ sud, 55° 27′ 20″ est    |       |
| Cheminée de Basse-Terre                                         | Saint-Pierre                 | La Réunion              | La Réunion                 | inscrit              | « PA97400068 », notice no PA97400068 | 21° 19′ 32″ sud, 55° 28′ 34″ est    |       |
| Cheminée La Mare                                                | Sainte-Marie                 | La Réunion              | La Réunion                 | inscrit              | « PA97400057 », notice no PA97400057 | 20° 53′ 40″ sud, 55° 31′ 59″ est    |       |
| Cheminée La Réserve                                             | Sainte-Marie                 | La Réunion              | La Réunion                 | inscrit              | « PA97400058 », notice no PA97400058 | 20° 54′ 00″ sud, 55° 33′ 44″ est    |       |
| Cheminée Ravine-Glissante                                       | Sainte-Rose                  | La Réunion              | La Réunion                 | inscrit              | « PA97400077 », notice no PA97400077 | 21° 08′ 19″ sud, 55° 48′ 18″ est    |       |
| Cheminée Quartier-Français                                      | Sainte-Suzanne               | La Réunion              | La Réunion                 | inscrit              | « PA97400078 », notice no PA97400078 | 20° 55′ 55″ sud, 55° 38′ 23″ est    |       |
| Cheminée Établissement du Tampon                                | Le Tampon                    | La Réunion              | La Réunion                 | inscrit              | « PA97400079 », notice no PA97400079 | 21° 17′ 36″ sud, 55° 32′ 06″ est    |       |
| Château de la Clayette                                          | La Clayette                  | Saône-et-Loire          | Bourgogne-Franche-Comté    | inscrit              | « PA00113218 », notice no PA00113218 | 46° 17′ 36″ nord, 4° 18′ 22″ est    |       |
| Hôpital-hospice, ancien Hôtel-Dieu                              | Cluny                        | Saône-et-Loire          | Bourgogne-Franche-Comté    | classé               | « PA00113229 », notice no PA00113229 | 46° 25′ 50″ nord, 4° 39′ 37″ est    |       |
| Château de Demigny                                              | Demigny                      | Saône-et-Loire          | Bourgogne-Franche-Comté    | inscrit              | « PA00113265 », notice no PA00113265 | 46° 55′ 28″ nord, 4° 50′ 29″ est    |       |
| Commanderie Sainte-Catherine                                    | Montbellet                   | Saône-et-Loire          | Bourgogne-Franche-Comté    | classé               | « PA00113366 », notice no PA00113366 | 46° 29′ 02″ nord, 4° 51′ 50″ est    |       |
| Château de Rambuteau                                            | Ozolles                      | Saône-et-Loire          | Bourgogne-Franche-Comté    | classé               | « PA71000014 », notice no PA71000014 | 46° 21′ 00″ nord, 4° 22′ 04″ est    |       |
| Église Saint-Aubin de Saint-Aubin-sur-Loire                     | Saint-Aubin-sur-Loire        | Saône-et-Loire          | Bourgogne-Franche-Comté    | classé               | « PA71000028 », notice no PA71000028 | 46° 34′ 04″ nord, 3° 44′ 41″ est    |       |
| Église Notre-Dame de Courdemanche                               | Courdemanche                 | Sarthe                  | Pays de la Loire           | inscrit              | « PA72000019 », notice no PA72000019 | 47° 48′ 54″ nord, 0° 33′ 42″ est    |       |
| La Cave du Lion                                                 | Fresnay-sur-Sarthe           | Sarthe                  | Pays de la Loire           | inscrit              | « PA72000020 », notice no PA72000020 | 48° 16′ 52″ nord, 0° 01′ 11″ est    |       |
| Hôtel Richer de la Jousserie                                    | Le Mans                      | Sarthe                  | Pays de la Loire           | inscrit              | « PA72000021 », notice no PA72000021 | 48° 00′ 32″ nord, 0° 11′ 45″ est    |       |
| Restaurant scolaire de Marçon                                   | Marçon                       | Sarthe                  | Pays de la Loire           | inscrit              | « PA72000022 », notice no PA72000022 | 47° 42′ 39″ nord, 0° 30′ 31″ est    |       |
| Église Saint-Pierre-et-Saint-Paul de Moncé-en-Saosnois          | Moncé-en-Saosnois            | Sarthe                  | Pays de la Loire           | inscrit              | « PA72000023 », notice no PA72000023 | 48° 16′ 26″ nord, 0° 23′ 23″ est    |       |
| Église Saint-Pierre de René                                     | René                         | Sarthe                  | Pays de la Loire           | inscrit              | « PA72000024 », notice no PA72000024 | 48° 16′ 42″ nord, 0° 13′ 19″ est    |       |
| Château d'Égreville                                             | Égreville                    | Seine-et-Marne          | Île-de-France              | inscrit              | « PA00086946 », notice no PA00086946 | 48° 10′ 28″ nord, 2° 52′ 07″ est    |       |
| Hôtel de Chabouillé                                             | Moret-Loing-et-Orvanne       | Seine-et-Marne          | Île-de-France              | classé               | « PA00087141 », notice no PA00087141 | 48° 22′ 23″ nord, 2° 49′ 03″ est    |       |
| Musée de la préhistoire d'Île-de-France                         | Nemours                      | Seine-et-Marne          | Île-de-France              | inscrit              | « PA77000019 », notice no PA77000019 | 48° 15′ 37″ nord, 2° 42′ 49″ est    |       |
| Villa Les Fontaines-Dieu                                        | Samois-sur-Seine             | Seine-et-Marne          | Île-de-France              | inscrit              | « PA77000020 », notice no PA77000020 | 48° 26′ 41″ nord, 2° 44′ 59″ est    |       |
| Manoir de Beauval                                               | Croixdalle                   | Seine-Maritime          | Normandie                  | inscrit              | « PA76000056 », notice no PA76000056 | 49° 48′ 33″ nord, 1° 21′ 04″ est    |       |
| Église du Sacré-Cœur de Janval                                  | Dieppe                       | Seine-Maritime          | Normandie                  | inscrit              | « PA76000057 », notice no PA76000057 | 49° 54′ 45″ nord, 1° 04′ 20″ est    |       |
| château de Mondétour                                            | Morgny-la-Pommeraye          | Seine-Maritime          | Normandie                  | inscrit              | « PA00100766 », notice no PA00100766 | 49° 31′ 14″ nord, 1° 16′ 02″ est    |       |
| Manoir de Vardes                                                | Neuf-Marché                  | Seine-Maritime          | Normandie                  | inscrit              | « PA76000059 », notice no PA76000059 | 49° 26′ 20″ nord, 1° 43′ 14″ est    |       |
| Église Sainte-Jeanne-d'Arc                                      | Rouen                        | Seine-Maritime          | Normandie                  | inscrit              | « PA76000060 », notice no PA76000060 | 49° 26′ 35″ nord, 1° 05′ 19″ est    |       |
| Hôtel particulier                                               | Rouen                        | Seine-Maritime          | Normandie                  | inscrit              | « PA76000061 », notice no PA76000061 | 49° 26′ 49″ nord, 1° 05′ 27″ est    |       |
| Château d'Yville                                                | Yville-sur-Seine             | Seine-Maritime          | Normandie                  | inscrit              | « PA00101093 », notice no PA00101093 | 49° 23′ 50″ nord, 0° 52′ 42″ est    |       |
| Camp de Drancy                                                  | Drancy                       | Seine-Saint-Denis       | Île-de-France              | classé               | « PA93000015 », notice no PA93000015 | 48° 55′ 12″ nord, 2° 27′ 18″ est    |       |
| Parc à l'anglaise du duc d'Orléans et lycée Albert Schweitzer   | Le Raincy                    | Seine-Saint-Denis       | Île-de-France              | inscrit              | « PA00079949 », notice no PA00079949 | 48° 53′ 27″ nord, 2° 30′ 58″ est    |       |
| Château de Foucaucourt-Hors-Nesle                               | Foucaucourt-Hors-Nesle       | Somme                   | Hauts-de-France            | inscrit              | « PA80000033 », notice no PA80000033 | 49° 54′ 51″ nord, 1° 43′ 23″ est    |       |
| Église Saint-Éloi de Vauvillers                                 | Vauvillers                   | Somme                   | Hauts-de-France            | inscrit              | « PA00116263 », notice no PA00116263 | 49° 50′ 55″ nord, 2° 42′ 11″ est    |       |
| Chapelle Saint-Julien-le-Vieux de Puycelsi                      | Puycelsi                     | Tarn                    | Occitanie                  | inscrit              | « PA81000018 », notice no PA81000018 | 43° 57′ 16″ nord, 1° 40′ 49″ est    |       |
| Église Sainte-Croix de Sauveterre                               | Sauveterre                   | Tarn                    | Occitanie                  | inscrit              | « PA81000020 », notice no PA81000020 | 43° 28′ 27″ nord, 2° 33′ 13″ est    |       |
| Château de Sauveterre                                           | Sauveterre                   | Tarn                    | Occitanie                  | inscrit              | « PA81000019 », notice no PA81000019 | 43° 28′ 27″ nord, 2° 33′ 14″ est    |       |
| Église Saint-Sauveur de Castelsarrasin                          | Castelsarrasin               | Tarn-et-Garonne         | Occitanie                  | inscrit              | « PA82000006 », notice no PA82000006 | 44° 02′ 15″ nord, 1° 06′ 26″ est    |       |
| Château de Pérignon                                             | Finhan                       | Tarn-et-Garonne         | Occitanie                  | inscrit              | « PA82000007 », notice no PA82000007 | 43° 54′ 56″ nord, 1° 13′ 23″ est    |       |
| Château de Villebrumier                                         | Villebrumier                 | Tarn-et-Garonne         | Occitanie                  | inscrit              | « PA82000009 », notice no PA82000009 | 43° 54′ 24″ nord, 1° 27′ 00″ est    |       |
| Épicerie du Lion                                                | Belfort                      | Territoire de Belfort   | Bourgogne-Franche-Comté    | inscrit              | « PA90000005 », notice no PA90000005 | 47° 38′ 19″ nord, 6° 51′ 45″ est    |       |
| Carmel de Pontoise                                              | Pontoise                     | Val-d'Oise              | Île-de-France              | inscrit              | « PA00080165 », notice no PA00080165 | 49° 02′ 57″ nord, 2° 05′ 51″ est    |       |
| Château de Dampont                                              | Us                           | Val-d'Oise              | Île-de-France              | inscrit              | « PA95000009 », notice no PA95000009 | 49° 06′ 36″ nord, 1° 58′ 21″ est    |       |
| Hôtel de ville                                                  | Cachan                       | Val-de-Marne            | Île-de-France              | inscrit              | « PA94000015 », notice no PA94000015 | 48° 47′ 37″ nord, 2° 20′ 01″ est    |       |
| Château de Brévannes et Hôpital Émile-Roux                      | Limeil-Brévannes             | Val-de-Marne            | Île-de-France              | inscrit              | « PA00079884 », notice no PA00079884 | 48° 44′ 59″ nord, 2° 28′ 48″ est    |       |
| Groupe scolaire Jules-Ferry                                     | Maisons-Alfort               | Val-de-Marne            | Île-de-France              | inscrit              | « PA94000016 », notice no PA94000016 | 48° 47′ 32″ nord, 2° 26′ 04″ est    |       |
| Château du Moulin Blanc                                         | Saint-Zacharie               | Var                     | Provence-Alpes-Côte d'Azur | inscrit              | « PA83000012 », notice no PA83000012 | 43° 22′ 47″ nord, 5° 41′ 59″ est    |       |
| Abbaye Saint-Pierre-des-Tourettes d'Apt                         | Apt                          | Vaucluse                | Provence-Alpes-Côte d'Azur | inscrit              | « PA84000033 », notice no PA84000033 | 43° 51′ 17″ nord, 5° 22′ 18″ est    |       |
| Villa Do mi si la do ré                                         | Vaison-la-Romaine            | Vaucluse                | Provence-Alpes-Côte d'Azur | inscrit              | « PA84000034 », notice no PA84000034 | 44° 14′ 27″ nord, 5° 04′ 12″ est    |       |
| Château de Boismorand                                           | Antigny                      | Vienne                  | Nouvelle-Aquitaine         | inscrit              | « PA00105329 », notice no PA00105329 | 46° 31′ 22″ nord, 0° 50′ 45″ est    |       |
| Maison n° 6 de la ligne acadienne                               | Archigny                     | Vienne                  | Nouvelle-Aquitaine         | inscrit              | « PA86000015 », notice no PA86000015 | 46° 40′ 54″ nord, 0° 41′ 24″ est    |       |
| Prieuré de Laverré                                              | Aslonnes                     | Vienne                  | Nouvelle-Aquitaine         | inscrit              | « PA00105339 », notice no PA00105339 | 46° 28′ 10″ nord, 0° 18′ 56″ est    |       |
| Maison                                                          | Availles-Limouzine           | Vienne                  | Nouvelle-Aquitaine         | inscrit              | « PA86000016 », notice no PA86000016 | 46° 07′ 12″ nord, 0° 39′ 27″ est    |       |
| Chapelle funéraire de la Madeleine                              | Beaumont                     | Vienne                  | Nouvelle-Aquitaine         | inscrit              | « PA86000017 », notice no PA86000017 | 46° 45′ 08″ nord, 0° 26′ 52″ est    |       |
| Logis de la Tiffanelière                                        | Celle-Lévescault             | Vienne                  | Nouvelle-Aquitaine         | inscrit              | « PA86000018 », notice no PA86000018 | 46° 25′ 32″ nord, 0° 09′ 52″ est    |       |
| Pont Camille-de-Hogues                                          | Châtellerault                | Vienne                  | Nouvelle-Aquitaine         | classé               | « PA86000019 », notice no PA86000019 | 46° 48′ 49″ nord, 0° 32′ 15″ est    |       |
| Château du Pin                                                  | Coulonges                    | Vienne                  | Nouvelle-Aquitaine         | inscrit              | « PA00105435 », notice no PA00105435 | 46° 26′ 11″ nord, 1° 10′ 48″ est    |       |
| Église Saint-Cyprien                                            | Poitiers                     | Vienne                  | Nouvelle-Aquitaine         | inscrit              | « PA86000022 », notice no PA86000022 | 46° 34′ 04″ nord, 0° 20′ 37″ est    |       |
| Église Saint-Hilaire de Cenan de La Puye                        | La Puye                      | Vienne                  | Nouvelle-Aquitaine         | inscrit              | « PA86000020 », notice no PA86000020 | 46° 39′ 00″ nord, 0° 43′ 43″ est    |       |
| Église de Remeneuil                                             | Usseau                       | Vienne                  | Nouvelle-Aquitaine         | inscrit              | « PA86000021 », notice no PA86000021 | 46° 52′ 04″ nord, 0° 29′ 58″ est    |       |
| Tour d'Anglemein                                                | Rambervillers                | Vosges                  | Grand Est                  | inscrit              | « PA88000033 », notice no PA88000033 | 48° 20′ 46″ nord, 6° 38′ 15″ est    |       |
| Fort d'Uxegney                                                  | Uxegney                      | Vosges                  | Grand Est                  | inscrit              | « PA88000035 », notice no PA88000035 | 48° 12′ 06″ nord, 6° 23′ 03″ est    |       |
| Fort de Bois l'Abbé                                             | Uxegney                      | Vosges                  | Grand Est                  | inscrit              | « PA88000034 », notice no PA88000034 | 48° 12′ 16″ nord, 6° 24′ 01″ est    |       |
| Centre hospitalier spécialisé de l'Yonne                        | Auxerre                      | Yonne                   | Bourgogne-Franche-Comté    | inscrit              | « PA89000030 », notice no PA89000030 | 47° 48′ 10″ nord, 3° 34′ 02″ est    |       |
| Prieuré Saint-Cosme de Chablis                                  | Chablis                      | Yonne                   | Bourgogne-Franche-Comté    | inscrit              | « PA89000031 », notice no PA89000031 | 47° 48′ 35″ nord, 3° 48′ 03″ est    |       |
| Pressoir de Champvallon                                         | Champvallon                  | Yonne                   | Bourgogne-Franche-Comté    | inscrit              | « PA89000032 », notice no PA89000032 | 47° 56′ 18″ nord, 3° 20′ 46″ est    |       |
| Pressoir de Coulanges-la-Vineuse                                | Coulanges-la-Vineuse         | Yonne                   | Bourgogne-Franche-Comté    | inscrit              | « PA89000033 », notice no PA89000033 | 47° 41′ 58″ nord, 3° 34′ 41″ est    |       |
| Château de Thorigny-sur-Oreuse                                  | Thorigny-sur-Oreuse          | Yonne                   | Bourgogne-Franche-Comté    | inscrit              | « PA00135248 », notice no PA00135248 | 48° 17′ 39″ nord, 3° 23′ 53″ est    |       |
| Machine de Marly                                                | Bougival                     | Yvelines                | Île-de-France              | inscrit              | « PA00087379 », notice no PA00087379 | 48° 52′ 14″ nord, 2° 07′ 29″ est    |       |
| Place du Maréchal-Foch                                          | Jouars-Pontchartrain         | Yvelines                | Île-de-France              | inscrit              | « PA78000015 », notice no PA78000015 | 48° 48′ 09″ nord, 1° 54′ 01″ est    |       |